# Dějiny Rakouska
Dějiny Rakouska úzce souvisí s dějinami okolních současných států, neboť současná hranice Rakouska vznikla až po první světové válce. V době římské se na území dnešního Rakouska rozkládaly tří římské provincie, z nichž nejvýznamnější bylo Noricum. Od poloviny 4. století na toto území přicházeli Germáni, již přispívali k oslabení moci římské říše. Římané se z této oblasti stáhli roku 476 a namísto nich se zde začali objevovat Bavoři a Slované. Bavoři se záhy dostali pod vliv franské říše, nedokázali však zabránit Slovanům, aby si zde vytvořili své karantánské knížectví. Bavoři získali převahu až v polovině 8. století, Karantánii ovládli, sami se však roku 757 dostali do područí franské říše.
Frankové v této oblasti ustavili Východní marku (po rozdělení franské říše se stala součástí východofranské říše), jež však po celou 1. polovinu 10. století byla vydána v plen Maďarům, které dokázal porazit až král Ota I. roku 955. Jeho nástupce Ota II. pak Východní marku roku 976 reorganizoval a svěřil ji Leopoldovi I. Babenberskému.
Babenberkové se zprvu museli ještě vypořádávat s Maďary, po uklidnění východní hranice se však mohli na přelomu 11. a 12. století zapojit do boje o investituru, zpravidla na papežově straně, a později do mocenského zápasu mezi Štaufy a Welfy. Roku 1156 obdržel Jindřich II. Jasomirgott privilegium minus, kterým císař povýšil rakouskou marku na rakouské vévodství a dědičnou držbu tohoto území v mužské i ženské linii udělil právě Babenberkům. Roku 1192 pak Babenberkové získali vládu také nad štýrským vévodstvím. Babenberkové se stále více zapojovali do říšské politiky a účastnili se například křížových výprav. Agresivnější politikou na počátku 13. století si však Babenberkové znepřátelili své bavorské, české i uherské sousedy.
Když roku 1246 rod Babenberků vymřel, nastal o jejich dědictví boj. Dočasně získal vládu v rakouském, štýrském i korutanském vévodství Přemysl Otakar II., od roku 1273 se však císaři Rudolfovi I. Habsburskému dařilo českého krále z rakouských zemí vytlačovat, až jej nakonec zcela porazil roku 1278 v bitvě na Moravském poli, čímž babenberské dědictví definitivně získali Habsburkové.
Moc Habsburků se z jejich držav v severním Švýcarsku rozšířila ovšem nejen na rakouské a štýrské vévodství, nýbrž záhy také získali Korutany a Tyroly. Po smrti Rudolfa IV. Habsburského roku 1365 však došlo ke sporům mezi jeho syny, kteří si vládu v zemi roku 1379 rozdělili. Dvě větve rodu mezi sebou následující století soupeřily a ke sjednocení habsburských držav došlo znovu až roku 1491 za vlády Maxmiliána I. Po jeho smrti rakouské země obdržel jeho vnuk Ferdinand I., jenž roku 1526 získal také českou a uherskou korunu, a položil tak základy habsburské monarchie. Po jeho smrti roku 1564 se však moc v habsburské monarchii opět rozdělila mezi jeho nástupce. Rozdělená země se musela čelit náboženskému neklidu i třicetileté válce a k jejímu sjednocení došlo opět až roku 1665 za vlády Leopolda I., který musel vzápětí čelit masivnímu osmanskému tažení. Protiútok rakouských a spřátelených vojsk však nakonec vytlačil Osmany z Uher, čímž se území habsburské monarchie podstatně zvětšilo. Dalších územních zisků pak habsburská monarchie došla ve válce o dědictví španělské na počátku 18. století.
Císař Karel VI. však v roce 1740 zemřel bez mužského potomka, a jeho dcera Marie Terezie proto musela čelit několika armádám, jež si chtěly habsburské dědictví rozdělit. V nastalé válce bylo nakonec úspěšné jen Prusko, které získalo většinu Slezska a další menší území. Další války zemi ještě více vyčerpaly, což postavilo Marii Terezii a jejího syna Josefa II. před nutnost provést osvícenské reformy, jež začaly feudální správu nahrazovat moderní státní správou.
Na počátku 19. století postihlo habsburskou monarchii Napoleonovo tažení. Svatá říše římská zanikla a habsburský panovník zůstal pouze rakouským císařem. Snahou státu bylo až do roku 1860 s krátkou přestávkou při revoluci roku 1848 potlačovat liberální myšlenky, neúspěchy v zahraniční politice však nakonec císaře Františka Josefa I. nakonec donutily změnit kurs a povolit demokratickou konstituční monarchii. Rostoucí nacionální problémy se císař rozhodl vyřešit přeměnou Rakouského císařství na Rakousko-Uhersko, tím však uspokojil jen Maďary.
Katastrofu pro Rakousko-Uhersko znamenala první světová válka, na jejímž konci roku 1918 se rozpadlo. Rakouští Němci se pokusili prosadit koncepci Německého Rakouska, nakonec však byli nuceni přijmout svůj stát v hranicích, jak jej vymezila Saintgermainská smlouva. První Rakouská republika se potýkala s obrovskými hospodářskými problémy, jež nedokázaly nestabilní vlády dvou znepřátelených politických stran uspokojivě řešit. Roku 1933 konečně Engelbert Dollfuss nastolil autoritativní režim, avšak i on musel čelit vážným problémům, zejména vzestupu rakouského nacismu. Pokus o převrat rakouských nacistů roku 1934 sice nakonec skončil neúspěchem, Rakousko však muselo čelit stále většímu tlaku Hitlerova Německa, jež si nakonec vynutilo „pozvání“ k záboru Rakouska.
Jakožto součást Třetí říše se Rakousko zúčastnilo druhé světové války a po pádu nacistické moci bylo podobně jako Německo obsazeno Spojenci a rozděleno do okupačních zón. Plnou suverenitu Rakousko získalo zpět až roku 1955. Jakožto neutrální země se rychle začlenila do západních nevojenských organizací, až nakonec roku 1995 Rakousko vstoupilo do Evropské unie.

## Pravěk
Nejstarší lidské osídlení na území Rakouska je doloženo ve středním paleolitu, v době neandrtálců. Mnoho archeologických nalezišť se nachází v Dolních Rakousech, nejznámější ve Wachau, kde byla nalezena obě dvě nejstarší rakouská umělecká díla – Venuše z Galgenbergu (též "Tancující Fanny") nalezená u Stratzingu a Willendorfská venuše.
Z mladší doby kamenné pocházejí první naleziště mědi. Do této doby je řazena také známá zmrzlá mumie Ötziho, nalezená na hranicích s Itálií.

## Keltové a Římané

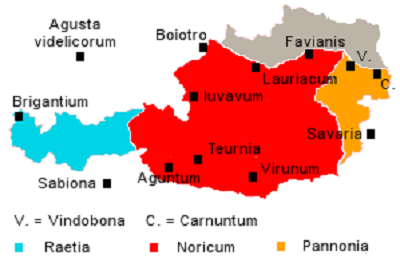
Římské provincie na území dnešního Rakouska
Raetie
Noricum
Panonie
Území mimo římskou říši

V pozdní době železné, kolem roku 600 př. n. l., se na území Rakouska rozšířila keltská laténská kultura. Ve 2. století př. n. l. dvanáct či třináct keltských kmenů vytvořilo federaci zvanou Noricum. Dominantním kmenem v ní byli Tauriskové. Noricum se rozkládalo na jihu a východě dnešního Rakouska a částečně na území dnešního Slovinska. Západ dnešního Rakouska v té době ovládali Rétové, tedy alpské kmeny, které měly patrně společný původ s Etrusky. Nejdůležitější opevněné osady na kopcích, tzv. oppida, se nacházela u obce Kulm bei Weiz ve východním Štýrsku, ve Villachu, Schwarzenbachu a Hainburgu. Také dnešní Linec má keltské kořeny. Důležitými keltskými středisky té doby byli také dnešní Dürrnberg a Hallein, kde Keltové těžili sůl. Ve východním Štýrsku a Burgenlandu (např. Oberpullendorf) Keltové těžili a zpracovávali vysoce kvalitní železnou rudu. Tyto dvě komodity byly tím, co mohli Keltové nabídnout mocnému sousedu na jihu, Římské říši. Obchod se skutečně velmi dobře rozjel, železo z Norica bylo v Římě dobře známo jako ferrum noricum. To vedlo k vytvoření římské obchodní základny v Magdalensbergu na počátku 1. století př. n. l. Noricum se stalo i vojenským spojencem Římanů - v roce 112 př. n. l. například Tauriskové bojovali, neúspěšně, po boku Římanů proti germánským Kimbrům a Teutonům v bitvě u Noreie.
Kolem roku 15 se Římané rozhodli Noricum obsadit a učinili z něj stejnojmennou provincii své říše. Tato provincie na západě sousedila s další římskou provincií Raetií, na východě s Panonií. Na severu se hranicí stala řeka Dunaj. V 19. století se pro následujících 500 let římského vlivu na území dnešního Rakouska vžil pojem Austria Romana. Velkou pozornost provincii věnoval císař Claudius (vládl 41–54), který ustavil a opevnil její severní hranici na Dunaji (tzv. limes Danubii, jež oddělovala Noricum od germánských Markomanů a Kvádů sídlících na území Česka a Slovenska). Claudius také založil nové hlavní město provincie Virunum (severně od moderního Klagenfurtu). Později bylo založeno nové hlavní město Teurnia (poblíž dnešního Spittalu). Obě tato města však zanikla a zbyly z nich jen ruiny, takže mnohem známější jsou dnes římská města, na jejichž základech posléze vyrostla dosud existující sídla - patřila k nim Vindobona (dnešní Vídeň), Juvavum (dnešní Salcburk), Valdidena (Innsbruck) či Brigantium (Bregenz). K zaniklým městům v rakouské části Panonie patří Carnuntum.
Římané také zprostředkovali první kontakt s křesťanstvím, jehož počátky na území Rakouska se tak umisťují již do 2. století. Církevní organizace vznikla ve 4. století. Po pádu římského Rakouska však byla tato struktura rozbita a christianizace musela začít nanovo. Byla pak dílem zejm. iroskotských misionářů.

## Bavoři a Karantánci

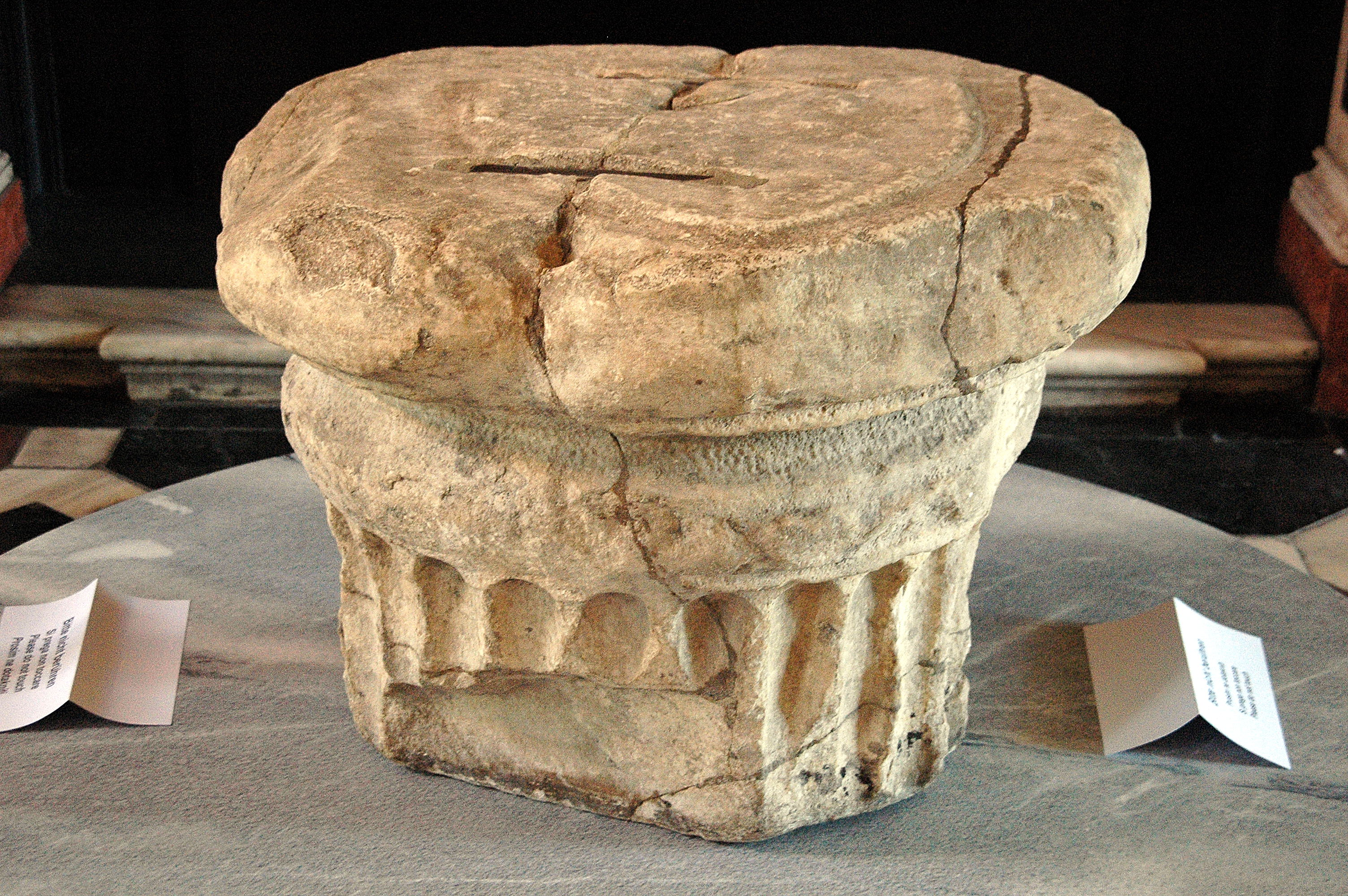
Karantánský knížecí stolec

Od poloviny 4. století začaly limes romanus prorážet Germáni, jejichž tlak ještě více zesílil pod tlakem Hunů. Římané dokázali nějakou dobu svou vládu v Noricu udržet, Panonii museli roku 433 vyklidit. S pádem římské říše odešla z Noricu roku 476 také římská vojska a na území Norica se usadili Langobardé. Na počátku 6. století tak na území dnešního Rakouska vedle přistěhovalých Germánů žily také zbytky původního provinciálního obyvatelstva (románské a keltsko-illyrské obyvatelstvo).
Přibližně v této době se v západní části Norica začali objevovat také Bavoři, kteří se však okolo roku 536 dostali pod nadvládu franské říše. Ve stejné době začali do východního Norica pozvolna migrovat Slované, intenzivnější usídlování pak nastalo v 2. polovině 6. století. Frankové se tohoto území zřekli ve prospěch vazalských Bavorů, kteří se však roku 611 marně pokusili porazit Slovany a zabránit vzniku Karantánského knížectví, jež bylo podpořeno Avary. Po porážce Avarů byzantskou říší roku 626 u Konstantinopole se snad Karantánie dočasně stala na čtvrtstoletí součástí Sámovy říše a pak se dostala znovu do závislosti na Avarech.
Až do poloviny 8. století pak byl franský vliv v této oblasti velmi slabý a bavorští vévodové se proto chovali jako králové (vykonávali moc nad vojskem, církví i šlechtou). V tomto období také v Bavorsku probíhala christianizace. Roku 743 se sice Slovanům s pomocí Bavorů podařilo setřást avarskou nadvládu, brzy se však ukázala bavorská převaha. Proti bavorské snaze pokřesťanštit tuto oblast sice vypuklo několik povstání, roku 772 si však Bavoři Karantánii zcela podmanili. Ve stejnou dobu se však již samotné Bavorsko dostávalo do stále větší závislosti na sílící franské říši: roku 757 musel bavorský vévoda Tassilo III. složit vazalskou přísahu Pipinovi III. Tassilo se sice pokusil získat oporu v Langobardech a po dobytí langobardské říše Karlem Velikým v Avarech, roku 788 však byl Tassilo III. s pomocí šlechty sesazen a bavorské vévodství se stalo součástí franské říše, přičemž Karantánie byla přeměněna na vojenskou marku.

## Vojenská marka

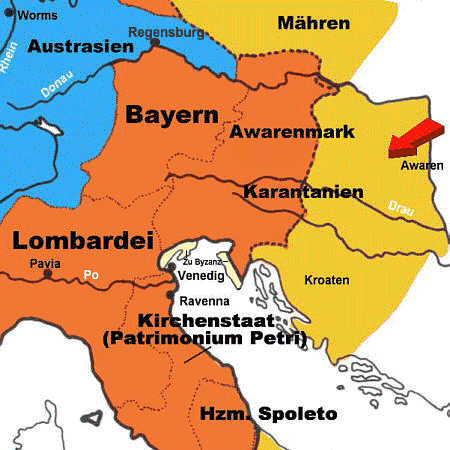
Avarská marka ve východním Bavorsku mezi řekami Dunaj a Drávou
Franská Austrasie v roce 774
Langobardská a bavorská území získaná Karlem Velikým v roce 788
Závislá území

Karel Veliký pokračoval ve svých výbojích dále na východ. V 90. letech 8. století se odehrála série válek, až se nakonec Panonie dostala pod svrchovanost franského císaře. V souvislosti s misijním úsilím na nově dobytých či závislých územích povýšilo roku 798 salcburské biskupství na arcibiskupství. Po rozdělení franské říše roku 843 připadlo území dnešního Rakouska do východofranské říše Ludvíka II. Němce. Marka musela čelit zejména tlaku expandující Velké Moravy, proti níž se východofranská říše spojila s bulharskou říší. Ani to však nezabránilo vzniku moravsko-panonského arcibiskupství roku 869 a úplné ztrátě Panonie ve prospěch Velké Moravy roku 884. Roku 892 však východofranský král Arnulf Korutanský zvítězil nad velkomoravským knížetem Svatoplukem a roku 907 Velkou Moravu zničil vpád Maďarů. Ti však pokračovali také dále na západ a pustošili Rakousy, Štýrsko i Korutany, takže státní i církevní správa se v této oblasti rozpadla.
Maďary z této oblasti vytlačil až roku 955 v bitvě na Lechu východofranský král Ota I., jenž zde zřídil „marku mezi Bavorskem a Uhrami“, jejímž prvním správcem se stal Burchard. Důležitou roli v tomto období hráli biskupové, kteří byli mnohdy válečníky a vedli mezi sebou spory o misijní a politický vliv na Maďary, jež byly nakonec ukončeny vznikem ostřihomského biskupství. Místo Panonie se císař Ota II. proto zaměřil na Východní marku, kterou roku 976 reorganizoval. Toto území, jež postupně vešlo ve známost jako markrabství rakouské, pak svěřil Leopoldovi I. Babenberskému.

## Babenberkové (976–1246)

### Rakouské markrabství (976–1156)

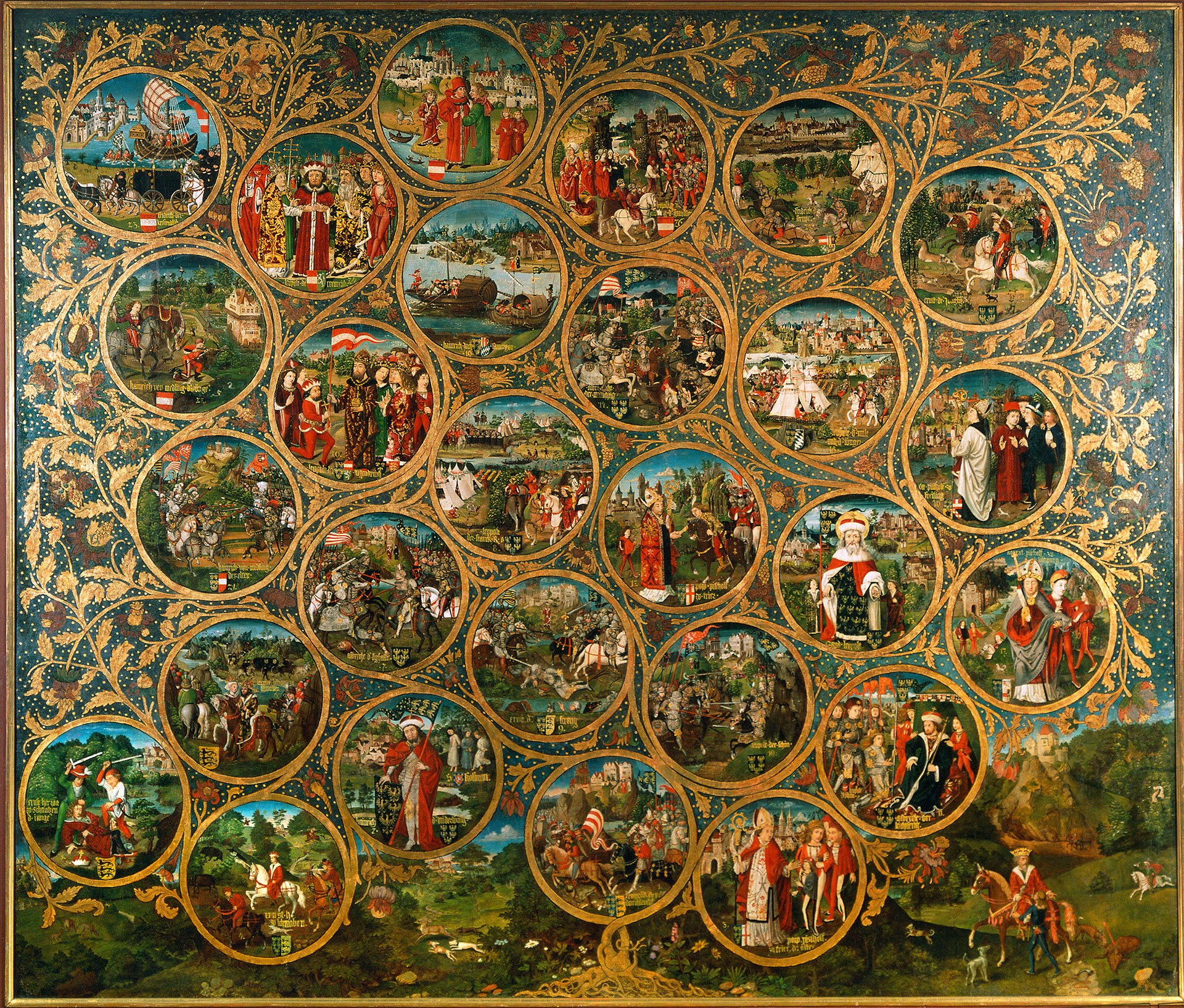
Rodokmen Babenberků v Klosterneuburgu

Po nešťastné smrti Leopolda I. roku 994 se rakouským markrabětem stal Jindřich I. (994–1018) Za jeho vlády obsadil polský kníže Boleslav Chrabrý Moravu, útoky na rakouské území se však podařilo odrazit a po uzavření budyšínského míru roku 1018 zavládl na severní hranici markrabství klid. Za vlády Adalberta (1018–1055) však stále větší neklid panoval na hranici s Uhrami, která se ustálila na řece Litava. Jeho syn Arnošt (1055–1075) udržoval dobré vztahy s císařem, se kterým podnikl také tažení do povstaleckého Saska, při němž však zemřel.
Jeho syn Leopold II. (1075–1095) rovněž zprvu podporoval císaře, brzy se však v boji o investituru přiklonil k příznivcům papeže. Císař Jindřich IV. proto neposlušnému markraběti správu rakouské marky odňal a udělil ji českému knížeti Vratislavovi II., jemuž se však i přes vítězství nad rakouským vojskem v roce 1082 v bitvě u Mailbergu vládu v rakouské marce získat nepodařilo. Boj o investituru pokračoval i za vlády Leopolda III. (1095–1136), který se snažil zemi uchránit před dalšími boji a přiklonil k Jindřichovi V. Situace v markrabství se skutečně stabilizovala; vzestup se projevoval například zvýšenou výstavbou, symbolizovanou založením kláštera v Klosterneuburgu, jenž byl zamýšlen jako rodové pohřebiště, nebo (byť neúspěšnou) kandidaturou Leopolda III. na císaře roku 1125.

Územní vývoj rakouské marky a rakouského vévodství za vlády Babenberků

Za vlády Leopolda IV. (1136–1141) se boje v Říši rozpoutaly znovu, tentokrát mezi Štaufy a Welfy. Welfský bavorský vévoda Jindřich Pyšný byl knížecím soudem sesazen a Bavorsko bylo svěřeno Leopoldovi IV., jenž ovšem musel o svěřené území s Welfy bojovat. Stejně tak i jeho bratr Jindřich II. Jasomirgott (1141–1177), jenž ovšem musel čelit také uherskému vojsku jež roku 1146 na řece Litavě zvítězilo. Přestože Welfové byli nakonec roku 1150 poraženi, bylo jim o několik let později Bavorsko vráceno. Jako odškodnění udělil císař Fridrich I. Barbarossa Jindřichovi II. privilegium minus, kterým povýšil rakouské markrabství na rakouské vévodství a zajistil Babenberkům dědičnou držbu tohoto území v mužské i ženské linii.

### Rakouské vévodství za vlády Babenberků (1156–1246)
Po získání privilegia minus se pozice Rakous dosti posílila, mnohé regály ovšem zůstaly císaři, hospodářské zázemí rakouského vévody tudíž bylo omezené. Jindřich II. si navíc svým arogantním jednáním dokázal znepřátelit uherského, štýrského i českého vládce a k uklidnění vztahů se sousedy došlo až za vlády jeho syna Leopolda V. (1177–1194). Spolu s rakouským vévodství získalo nezávislost na bavorském vévodství také štýrské vévodství, jehož vévoda Otakar IV. byl ovšem bezdětný, a proto roku 1186 georgenberským rukoudáním odkázal Štýrsko rakouskému vévodovi. Když roku 1192 Otakar IV. zemřel, Štýrsko skutečně se souhlasem císaře Jindřicha VI. připadlo Babenberkům.

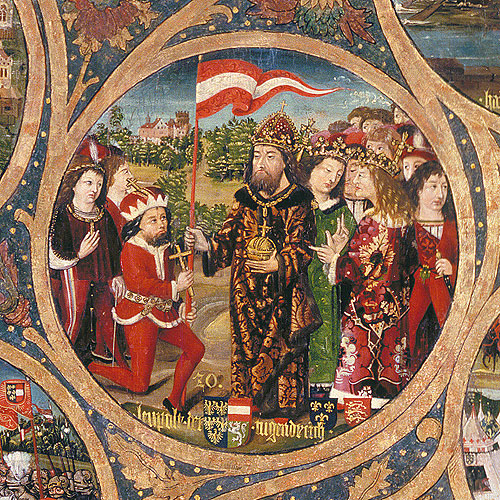
Leopold V. dostává od Fridricha I. Barbarossy červeno-bílo-červenou zástavu

Leopold V. se také zapojil do třetí křížové výpravy, kde podle legendy získal pro Babenberky erb, jenž se pak stal znakem Rakouska. Významnou pomocí rakouskému hospodářství se stalo výkupné, jež musel zaplatit anglický král Richard I. Lví srdce za své propuštění z vězení, do kterého jej při jeho návratu z křížové výpravy přes Rakousko vsadil Leopold V. Tento čin ovšem znamenal zajetí poutníka ze Svaté země, čímž si rakouský vévoda vysloužil exkomunikaci.
Fridrich I. Babenberský (1194–1198) se rovněž zapojil do křižáckých válek, při svém návratu z Levanty ovšem zemřel a rakouským vévodou se stal jeho bratr Leopold VI. (1198–1230). Za jeho vlády došlo k hospodářskému vzestupu, jenž umožnil vévodovi rozmnožit svůj majetek a učinit z Vídně centrum rytířské kultury. Rovněž potlačil kacířství v Rakousku a zúčastnil se reconquisty i páté křížové výpravy. Konec vlády Leopolda VI. ovšem poznamenaly spory mezi císařskými kandidáty a vzpoura jeho syna Jindřicha.
Spory se sousedními vládci se vyhrotily za vlády Fridricha II. (1230–1246); rakouský vévoda bojoval s českým králem Václavem I., bavorským vévodou Otou II. i uherským králem Bélou IV. Války zemi ekonomicky vyčerpávaly, a vévoda si proto vypomáhal rabováním klášterních pokladnic. Nakonec byl obeslán k říšskému soudu, jenž jej roku 1235 označil za psance. Vzápětí vypuklo proti Fridrichovi II. v Rakousku povstání a rakouský vévoda se musel vyrovnávat opět také s vojsky sousedních panovníků. Nakonec došlo k usmíření, roku 1241 ovšem zemi postihl tatarský vpád a vzápětí došlo k dalším bojům s českou a uherskou armádou, které ukončila Fridrichova smrt roku 1246 v bitvě u Ebenfurthu. Touto událostí rovněž vymřel babenberský rod po meči.

## Spory o rakouské země (1246–1278)

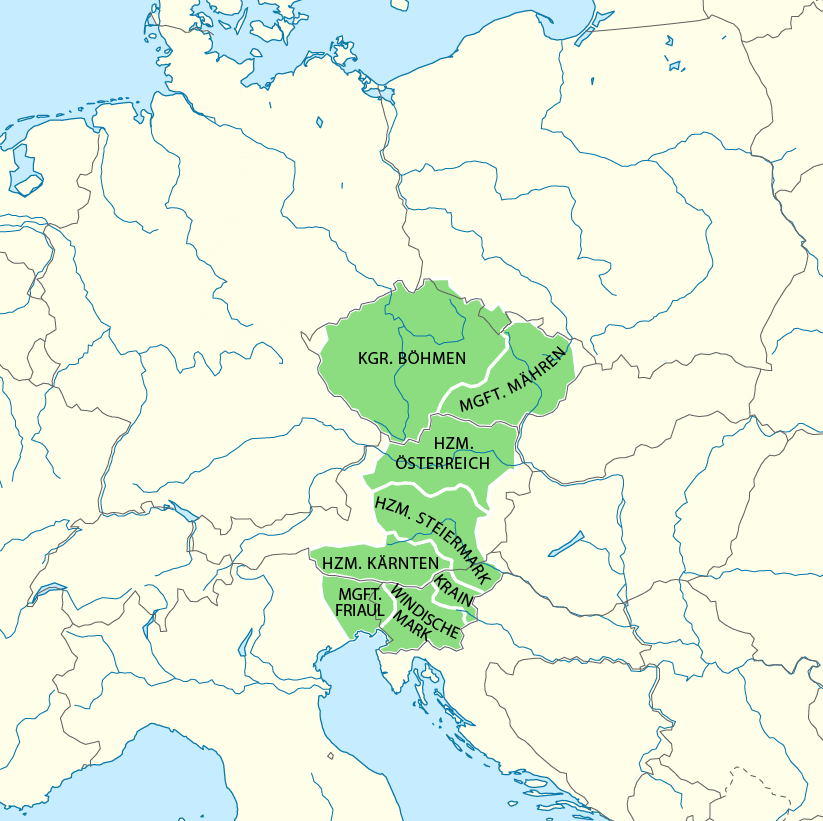
Království Přemysla Otakara II.

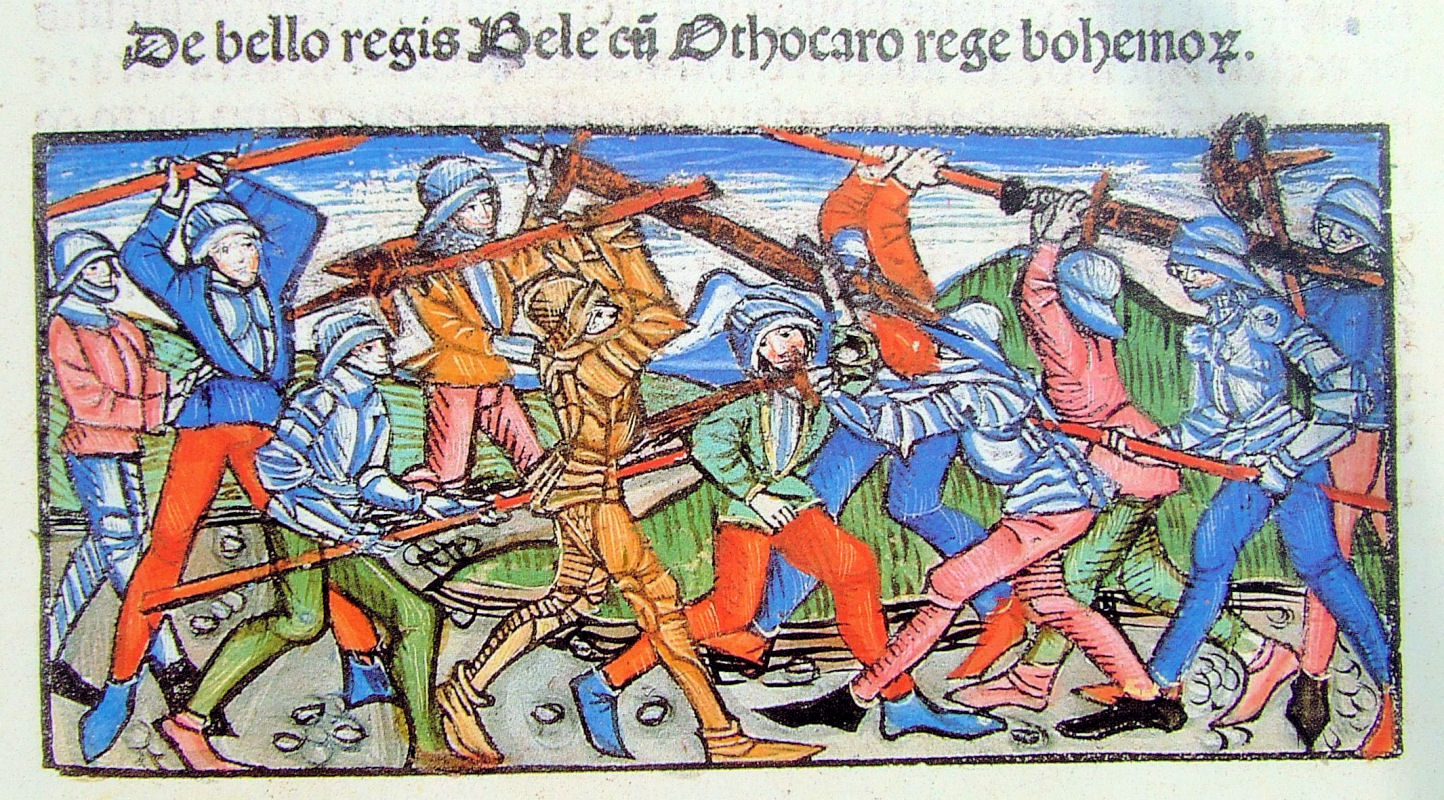
Bitva u Kressenbrunnu roku 1260

Fridrich II. po sobě zanechal dvě ženské dědičky: Gertrudu a Markétu. Gertrudu si již roku 1246 vzal moravský markrabě Vladislav, který ovšem následujícího roku zemřel. Poté se s Gertrudou oženil Heřman Bádenský, avšak i ten roku 1250 zemřel. V zemi nastala anarchie: rakouská šlechta a biskupové nabídli vládu českému králi Václavovi I., jenž do země vyslal svého syna Přemysla, jenž se následujícího roku oženil s druhou dědičkou, Markétou Babenberskou. Tím ovšem spory neskončily, neboť Gertruda se provdala za Romana Haličského, příbuzného uherského krále. Uherské a bavorské vojsko plenilo Přemyslovu Moravu a Rakousy, až se roku 1254 nyní již jako český král Přemysl Otakar II. vzdal Štýrska.
Ve Štýrsku však proti uherské správě vypuklo několik povstání, až se nakonec toto vévodství dostalo opět pod správu českého krále. Toto uspořádání pak roku 1260 potvrdilo české vítězství v bitvě u Kressenbrunnu. Roku 1268 uzavřel Přemysl smlouvu s korutanským vévodou, jímž získal nástupnická práva v korutanském vévodství, jež ke své říši Přemysl připojil následujícího roku. Připojení dalších území (vindické marky, Pordenone a Kraňska) znepokojovalo císaře, papeže i uherského krále, pohraniční šarvátky a plenění jižní Moravy, Štýrska a Rakousovšem žádnou změnu nepřinesly.
Zvrat přišel až roku 1273 po zvolení Rudolfa Habsburského císařem, jenž začal restituovat říšský majetek. Na Přemysla Otakara II. byla nakonec uvalena říšská klatba a babenberské dědictví postupně obsazeno císařovými spojenci. Roku 1278 se Přemysl Otakar II. pokusil tento vývoj zvrátit, v nastalé bitvě na Moravském poli ovšem zahynul a babenberské dědictví získali Habsburkové.

## Postupné sjednocování pod habsburskou vládou (1278–1519)

### Konsolidace habsburské moci (1278–1379)

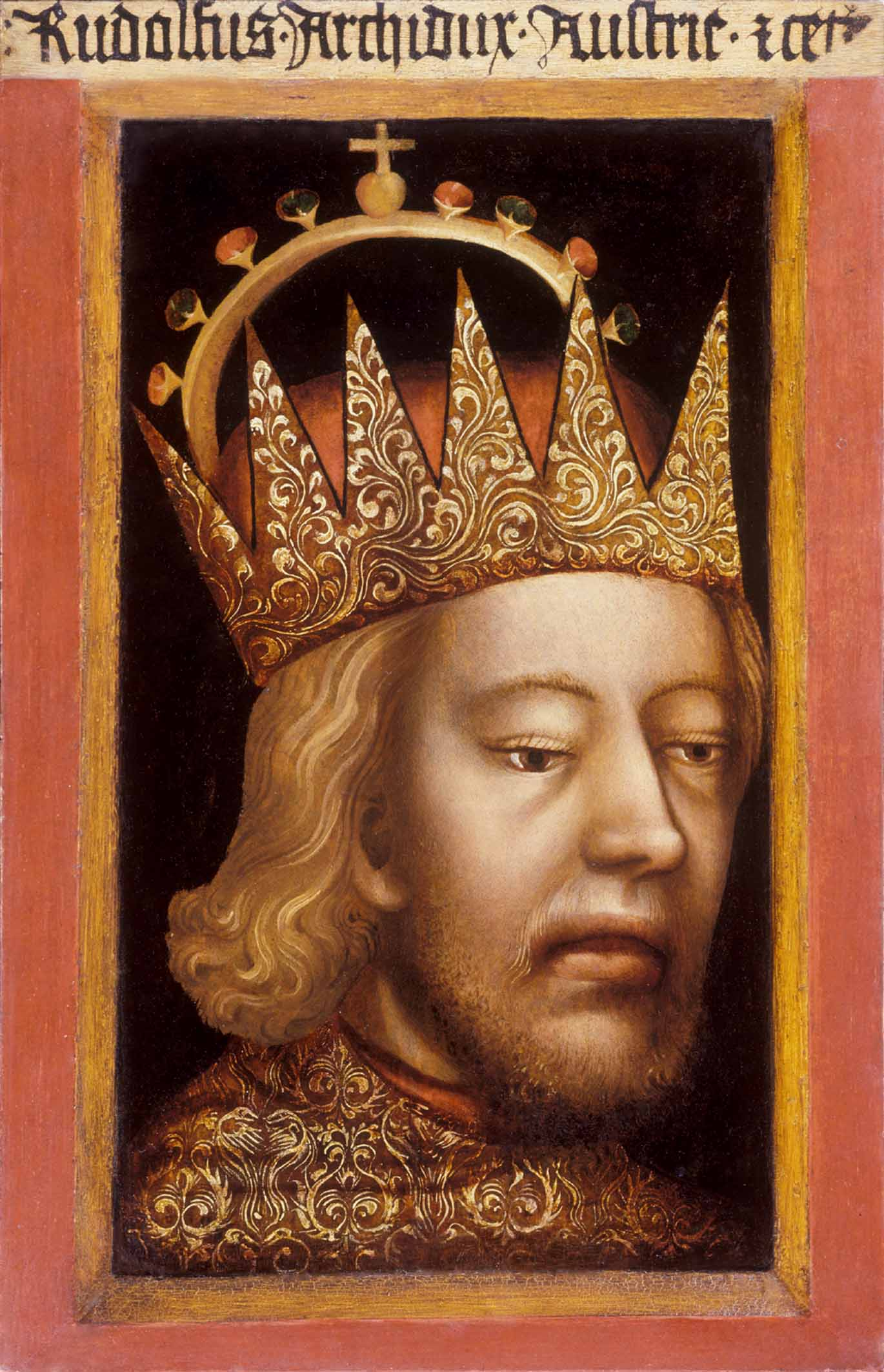
Rudolf IV. Habsburský „Zakladatel“

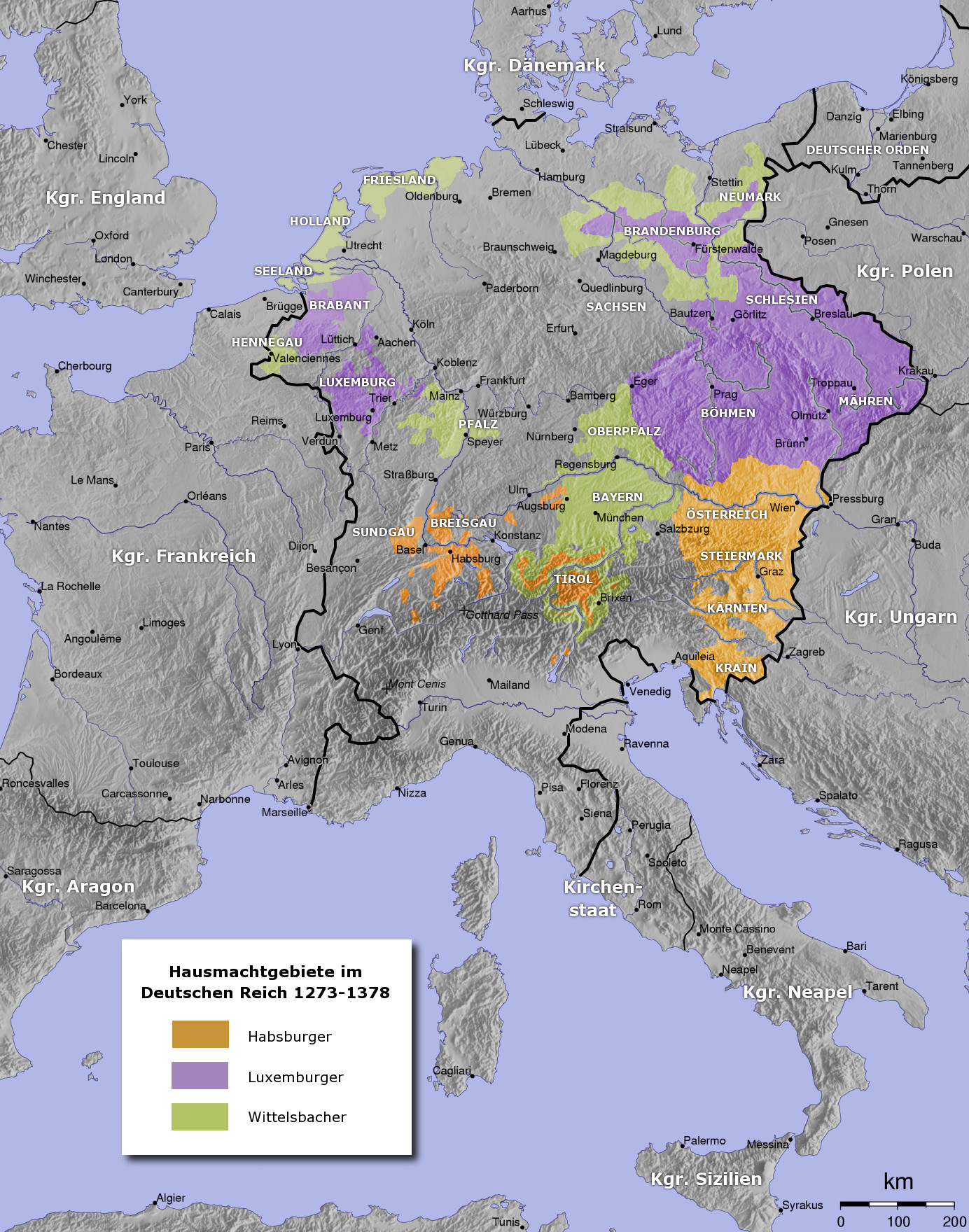
Svatá říše římská v letech 1273–1378:
Habsburkové
Lucemburkové
Wittelsbachové

Ještě roku 1278 Rudolf Habsburský obsadil Moravu. Když však česká královna vdova Kunhuta požádala o pomoc braniborského markraběte, Rudolf Moravu opustil. Následně udělil svým synům rakouské a štýrské vévodství v léno. Rudolf se snažil získat podporu udělováním úřadů, práv a majetku šlechtě, tímto ovšem zároveň oslaboval svou mocenskou i ekonomickou základnu. Navíc nedokázal prosadit svého syna Albrechta I. (1282–1308) na říšský trůn. Albrecht I. se ovšem s problémy ve své zemi, zejména se šlechtickou opozicí, dokázal vypořádat a po sesazení nepopulárního císaře Adolfa Nasavského byl zvolen císařem. Aby se mohl věnovat dění v říši, udělil rakouské a štýrské vévodství podobně jako jeho otec v léno svým synům Leopoldovi a Fridrichovi. Albrecht se snažil zvýšit svůj vliv v Durynsku, Sasku i Čechách, kde nakonec roku 1306 prosadil svého syna Rudolfa králem, jenž ovšem již následujícího roku zemřel a další pokus o prosazení svého vlivu se minul úspěchem: českým králem byl zvolen Jindřich Korutanský.
Po zavraždění Albrechta I. roku 1308 a zvolením Jindřicha VII. Lucemburského králem došlo v Rakousích ke šlechticko-měšťanskému povstání proti Habsburkům, jež však bylo krutě potlačeno. Nový císař však již roku 1313 zemřel a rozpoutal se boj o císařskou korunu mezi Fridrichem I. a Ludvíkem Bavorem. Habsburkové se navíc museli vypořádávat s povstáním ve Švýcarsku. V samotném Rakousku se rozpoutal spor mezi Albrechtem II. a Otou, jenž byl nakonec urovnán prostřednictvím Jana Lucemburského. Proti růstu lucemburské moci se Habsburkové dohodli s Wittelsbachy na rozdělení Korutan a Tyrolska. I přes odpor Lucemburků nakonec Habsburkové po smrti Jindřicha Korutanského Korutany skutečně získali a o něco později získali také Tyroly. Roku 1346 se sice římským králem stal Karel IV. Lucemburský, ten však potvrdil Habsburkům jejich državy.
Roku 1358 převzal vládu v rakouských zemích ambiciózní Rudolf IV. Habsburský (1358–1365), jenž se snažil pomocí padělané listiny privilegium maius upevnit habsburský nárok na rakouské země. Karel IV. sice toto privilegium nepotvrdil, Rudolf IV. ovšem dosáhl úspěchů jinde: roku 1363 získal Tyrolsko, posiloval svou moc na úkor šlechty, podporoval dálkový obchod a výstavbu Vídně, kde byla roku 1365 založena univerzita. Na konci jeho vlády se tak těžiště habsburské moci přesunulo z původních držav v Předním Rakousku do Rakouska samotného.

### Rozdělení země (1379–1491)
Po smrti bezdětného Rudolfa IV. roku 1365 převzali vládu jeho mladší bratři Albrecht III. a Leopold III. Brzy se mezi nimi začaly objevovat rozpory, až se nakonec roku 1379 dohodli na rozdělení země a vzájemném nástupnictví: Albrecht vládl v Rakousích a Štýrsku, zatímco Leopold v Korutanech, Kraňsku, Vindické marce, Přímoří, Tyrolech a Předním Rakousku. S problémy se potýkala zejména leopoldinská větev, jež nedokázala ani s Albrechtovou pomocí porazit Švýcary. Albrecht IV. sice se Zikmundem Lucemburským vyjednal smlouvu o vzájemném nástupnictví, v zemi však dále bujelo loupežnictví a lokální války.
Spojenectví mezi Lucemburky a Albrechtovci se posilovalo také za vlády Albrechta V. (1404–1439) také díky obavám z rozšíření vlivu husitství. Roku 1421 Zikmund jmenoval Albrechta dokonce moravským místodržitelem a roku 1423 moravským markrabětem. Albrechtovy obavy z moci husitů se ukázaly oprávněné: vpády husitů do Rakous, jež začaly roku 1425, dokázal Albrecht V. zastavit až roku 1435. Po smrti Zikmunda Lucemburského byl na základě smlouvy o vzájemném nástupnictví zvolen českým králem a roku 1438 se stal králem také římským. Jako římský král Albrecht II. převzal Zikmundovu zlatou a černou heraldickou barvu, jež se pak staly barvami celého rodu Habsburků.
Již roku 1439 však Albrecht V. zemřel a iniciativu převzal štýrský a korutanský vévoda Fridrich III., jenž byl roku 1440 zvolen římským králem. Při jeho korunovační cestě do Říma však proti němu v Rakousích zesílila opozice, sjednocená v tzv. mailberské jednotě, jež požadovala vydání Ladislava Pohrobka, který byl vzápětí korunován českým králem. Po smrti Ladislava Pohrobka se Fridrich III. snažil oslabit pozici Jiřího z Poděbrad, se kterým se spojil Albrecht VI., jenž si nárokoval Rakousy. Fridrich III. podpořil Matyáše Korvína v jeho tažení na Moravu, později však Korvín roku 1482 vpadl i do Rakous, a o tři roky později dokonce obsadil Vídeň. Úspěšnější byl císař v politice vůči burgundskému hrabství, nad kterým roku 1475 zvítězil a roku 1486 svého syna Maxmiliána prosadil roku 1486 za římského krále.

### Znovusjednocení rakouských zemí (1491–1519)

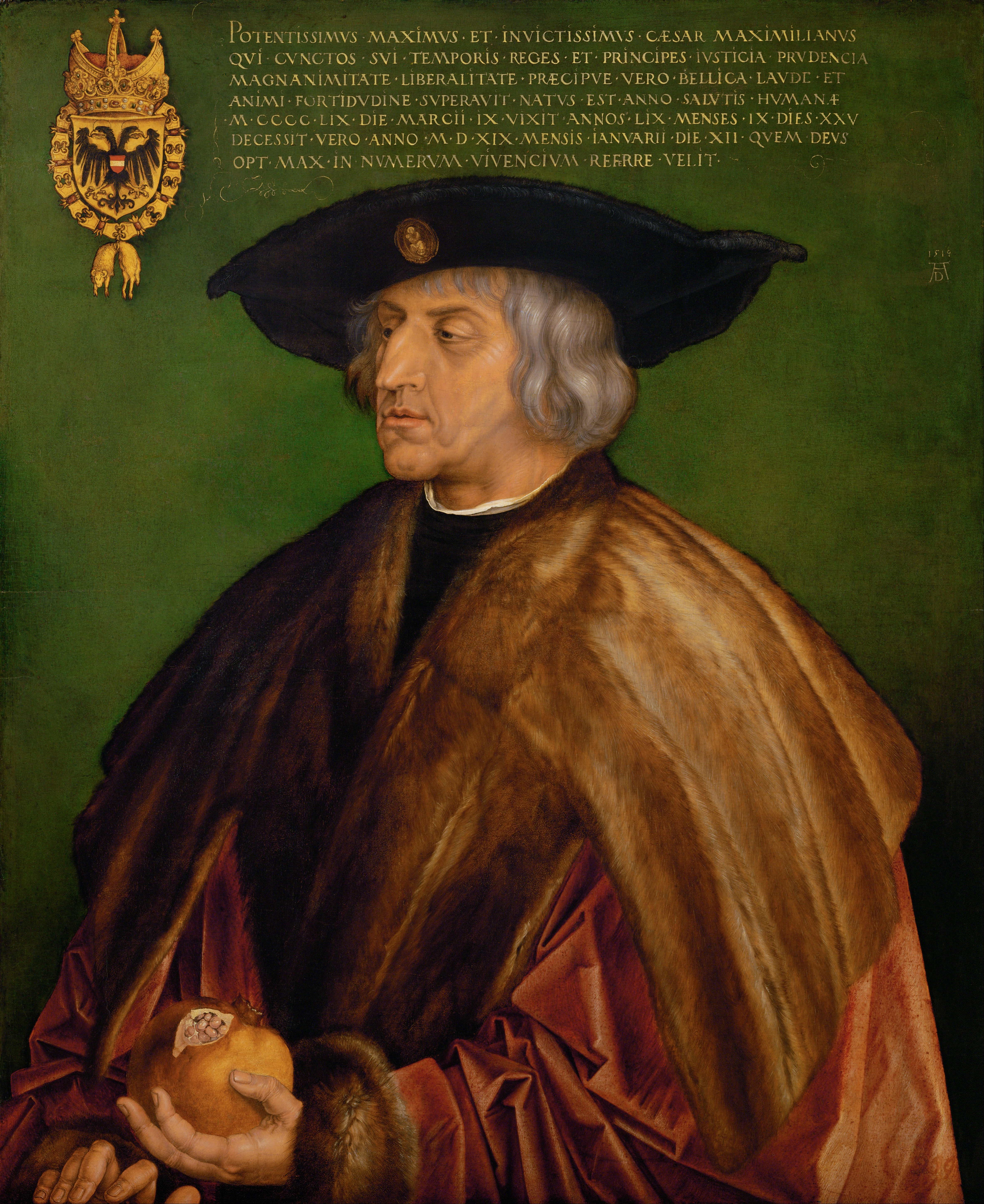
Maxmilián I.

Když roku 1490 zemřel Matyáš Korvín, Maxmilián věděl, že se v Uhrách proti vůli šlechty, jež si zvolila Vladislava Jagellonského, neprosadí, a proto se spokojil jen s navrácením rakouských území obsazených Korvínem. S Vladislavem Jagellonským roku 1491 uzavřel prešpurský mír, jímž také získal možnost ucházet se o českou i uherskou korunu v případě vymření Jagellonců. Maxmilián I. přesvědčil s pomocí stavů také Zikmunda Tyrolského, aby se vzdal vlády v Tyrolsku a Předním Rakousku. Roku 1493 zemřel Fridrich III., a Maxmilián se tak stal po více než století opět jediným vládcem rakouských zemí.
Po zajištění severní a východní hranice se pak Maxmilián I. zaměřil na říšské záležitosti a dynastickou politiku. Svého syna Filipa Sličného oženil roku 1496 s kastilskou princeznou Janou Šílenou a roku 1515 uzavřel s Vladislavem Jagellonským vídeňskou smlouvu, podle níž se později Marie Habsburská vdala za Ludvíka Jagellonského a Ferdinand Habsburský se oženil s Annou Jagellonskou. Válečná tažení do Itálie ovšem pro Maxmiliána úspěšná příliš nebyla.
Zvýšené finanční náklady vyvolávaly v Rakousku nesouhlas s Maxmiliánovou politikou, až nakonec musel Maxmilián svolat roku 1518 generální sněm rakouských zemí v Innsbrucku, který sice poskytl Maxmiliánovi potřebné finance, zároveň však také zřídil dvorskou radu, jež měla komorní majetek kontrolovat. Rakouské země tak poprvé začaly vystupovat jako jediný celek, který již nebyl pouhou personální unií, nýbrž disponoval společnou stavovskou vládou, měnou a obranou.

## Formování habsburské monarchie (1526–1740)

### Vznik podunajské monarchie (1519–1564)

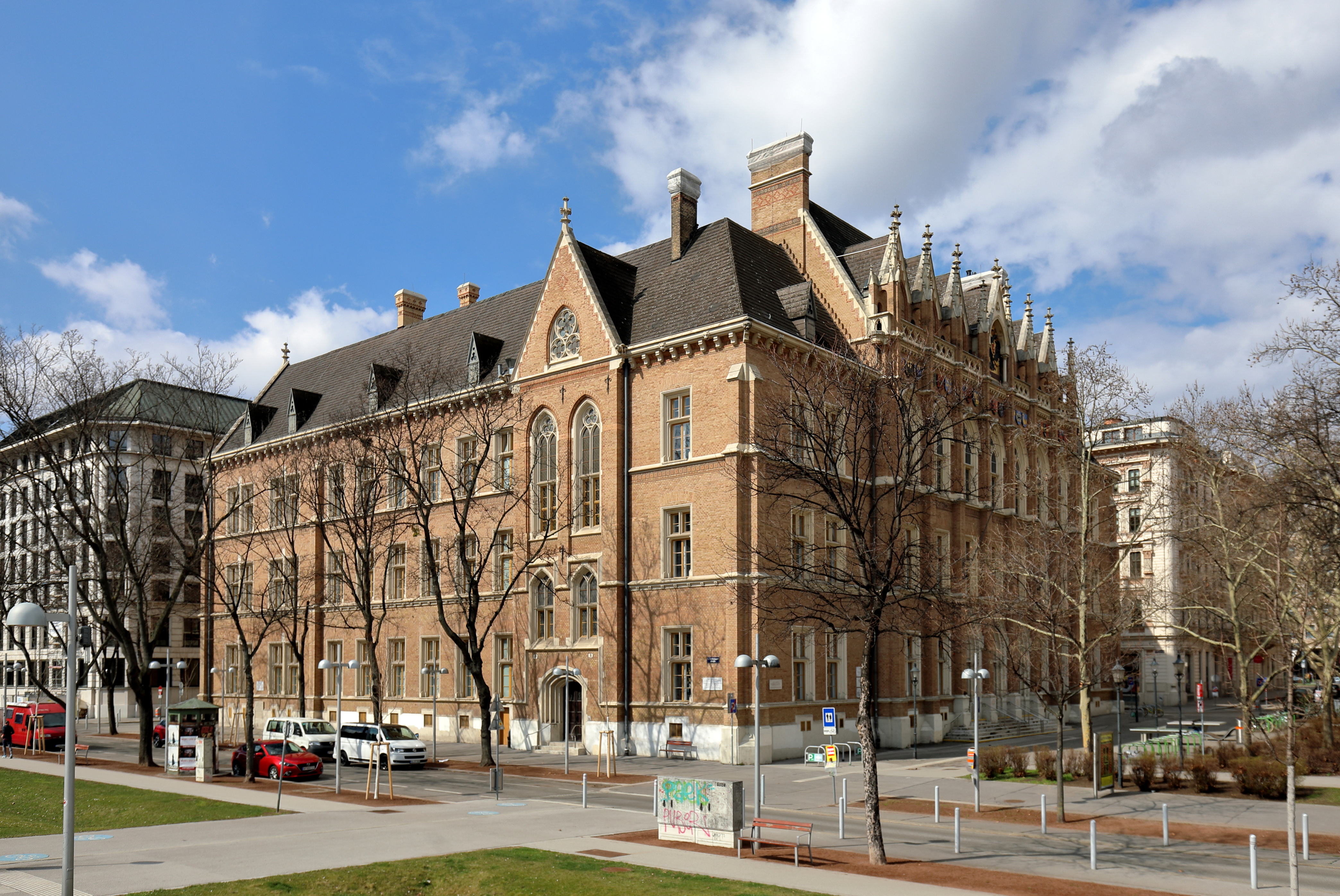
Jezuitské akademické gymnázium ve Vídni založené roku 1553

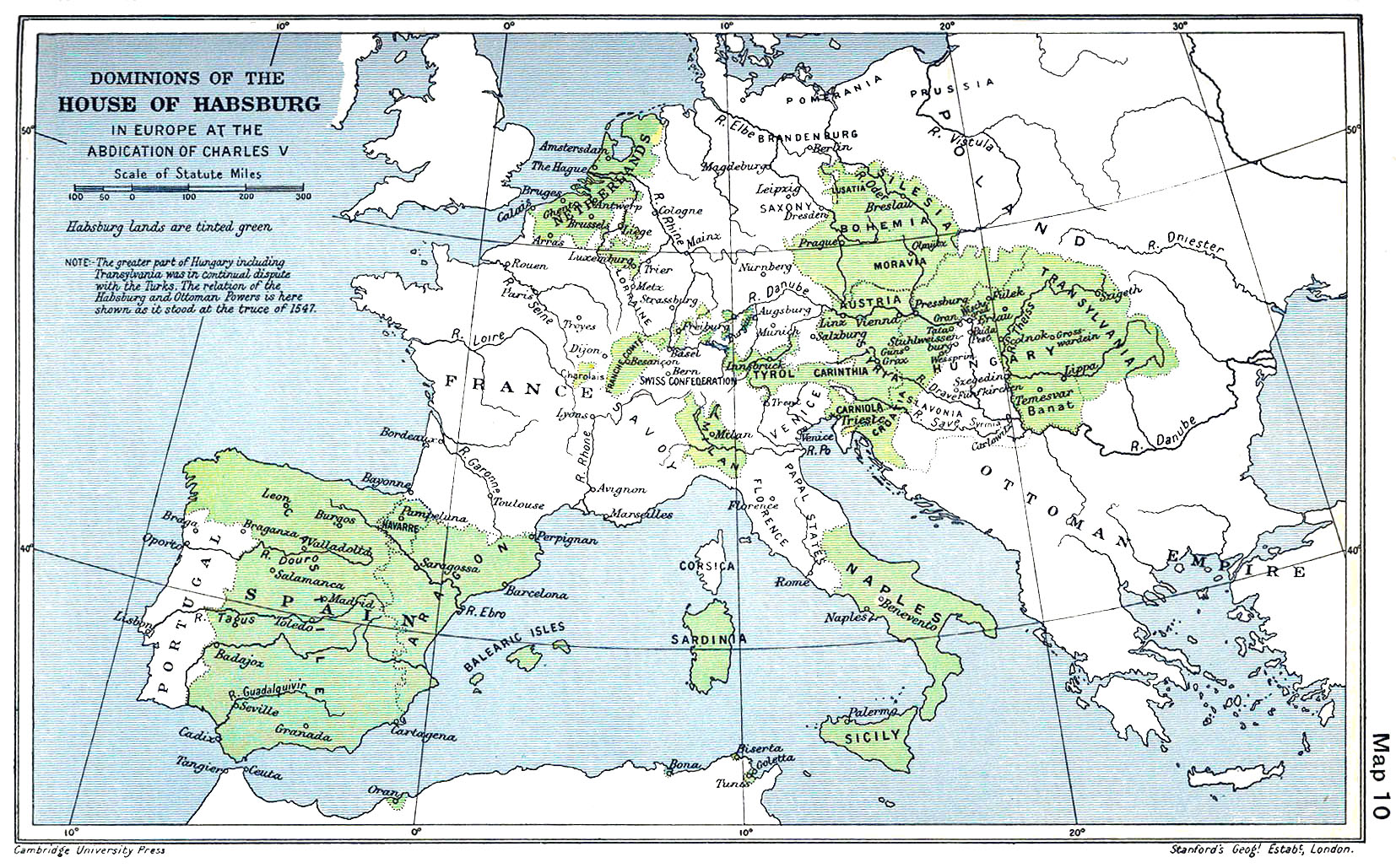
Habsburské državy roku 1547

Po smrti Maxmiliána I. roku 1519 převzal v habsburských državách vládu vnuk Karel V., jenž ovšem wormskou smlouvou (1521) a bruselskými dohodami (1522) přenechal vládu nad rakouskými zeměmi Ferdinandovi I., jenž rázně potlačil stavovskou a měšťanskou opozici, vydal nový mincovní řád a s pomocí některých šlechtických rodů potlačil selské povstání roku 1525. Rozdělením moci nad habsburskými državami mezi Karla V. a Ferdinanda I. došlo k rozdělením rodu na španělské a rakouské Habsburky.
Roku 1526 padl v bitvě u Moháče český a uherský král Ludvík Jagellonský a Ferdinand I. začal uplatňovat dědické nároky své manželky Anny Jagellonské. V českých zemích byl nakonec skutečně zvolen, v Uhrách si ovšem většina šlechty zvolila za krále Jana Zápolského a pouze část uznala za krále Ferdinanda I. V Uhrách tak nastalo dvojvládí: Ferdinand ovládal Královské Uhersko (včetně chorvatského království), zatímco Jan Zápolský vládl v Sedmihradsku a stal se spojencem osmanské říše. Již roku 1529 musel Ferdinand čelit osmanskému vpádu do Rakouska, větší podporu proti Osmanům ovšem získal až poté, co se roku 1531 stal římským králem. Roku 1533 si sice vynutil uzavření dočasného míru, roku 1541 však nové osmanské tažení a vznik budínského pašaliku znamenalo konec Ferdinandových nadějí na získání zbytku Uher.
Na svém území Ferdinand I. založil instituce, jež měly centralizovat politickou správu (tajná rada, dvorská rada), diplomacii (dvorská kancelář) a finance (dvorská komora), přičemž zcela se tyto instituce Ferdinandovi podařilo prosadit jen v rakouských zemích. Války s osmanskou říší přinesly velké finanční zatížení, a když Ferdinand požádal české stavy o pomoc proti protestantským říšským knížatům ve šmalkaldské válce (1546–1547), vypuklo proti němu české stavovské povstání. Habsburské vítězství nad říšskými protestanty a porážka českých stavů, stejně jako mírová smlouva se sultánem roku 1547 znamenala posílení Ferdinandovy pozice. Protestantismus ve vlastní zemi sice Ferdinand I. mocenskými prostředky potlačit nemohl, podporoval však například jezuitskou protireformaci.

### Stoleté rozdělení habsburské monarchie (1564–1665)

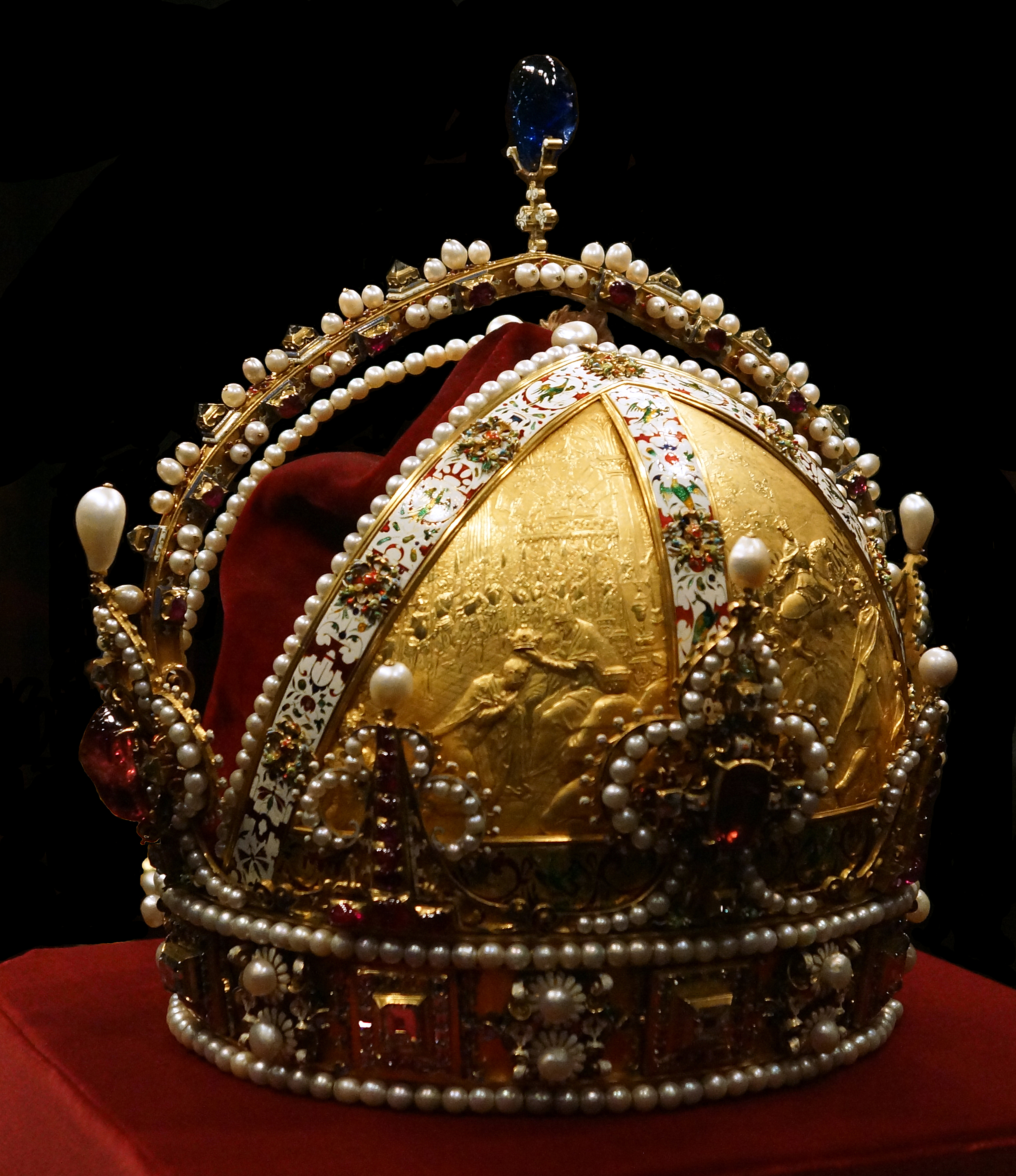
Koruna císaře Rudolfa II.

Dědičné habsburské země do roku 1635:
15. století
1500
1627

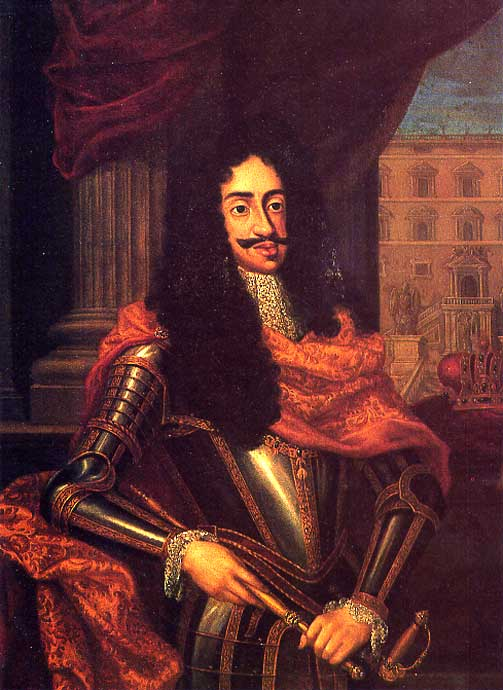
Leopold I., za jehož vlády se rakouské země opět sjednotily

Po smrti Ferdinanda I. se habsburská monarchie opět rozdělila: Maxmilián II. (1564–1576) získal císařský titul a vládu nad Horními a Dolními Rakousy, Korunou českou a královskými Uhrami; Ferdinand II. Tyrolský vládl v Tyrolsku a Předním Rakousku a Karel II. Štýrský ve Vnitřním Rakousku. Císař Maxmilián II. se snažil o nadkonfesijní politiku, jež ovšem neuspokojovala ani protestanty ani katolíky. Jeho politika vůči osmanské říši byla nerozhodná a osmanský ofenziva roku 1566 skončila jen díky úmrtí sultána Sulejmana II. Habsburská kandidatura na polský trůn skončila neúspěchem a císař se nesnažil prosadit svou moc ani v Sedmihradsku, kde byl zvolen knížetem Štěpán Báthory. Veškeré tyto okolnosti vedly k úpadku rakouské moci. Úpadek Vídně se prohloubil ještě více po přesunutí císařského dvora do Prahy za vlády Rudolfa II. (1576–1612). V této době se rovněž stále více prohlubovaly spory mezi konfesemi.
Karel Štýrský mezitím přetvořil Vnitřní Rakousy v kompaktní celek a kvůli neustálé hrozbě tureckých vpádů vybudoval soustavu pevností. Většinou protestantské stavy si však své výsady ponechaly. Ferdinand Tyrolský oproti tomu proti protestantům postupoval rázně, převážně katolické Tyroly navíc nebyly bezprostředně ohrožovány osmanskými výboji. Po smrti Ferdinanda Tyrolského roku 1595 se ovšem rozpoutaly spory o jeho dědictví mezi Rudolfem II. a Karlem Štýrským. Napětí v habsburském rodě se zvýšilo také kvůli ambicióznímu Matyášovi, jenž získal místodržitelství v Dolních a Horních Rakousích i královských Uhrách. Krom Tyrolska rostlo v habsburských zemích náboženské i sociální napětí: v letech 1594–1597 se v Dolních i Horních Rakousích rozpoutalo selské povstání, jež bylo nakonec krutě potlačeno; Ferdinand Štýrský zase ve své državě prosazoval tvrdou rekatolizaci.
Rudolfovi bránila duševní choroba plně vládnout, a iniciativu proto převzal vládu Matyáš, jenž ovládl Horní a Dolní Rakousy, Uhry (krom Sedmihradska, které ponechal Bočkajovi) a Moravu. Rudolfovi zůstal jen titul císaře a vláda v Čechách, ve Slezsku a Lužicích, nakonec se však po vpádu pasovských musel vzdát i tohoto zbytku moci. Roku 1612 se nakonec císařský dvůr vrátil do Vídně a všechny habsburské větve se roku 1617 dohodly, že Matyášovým nástupcem se stane Ferdinand II. Štýrský (1619–1637). To se již však v reakci na rekatolizaci v Čechách rozpoutalo stavovské povstání, ke kterému se přidaly i hornorakouské a dolnorakouské stavy a posléze i stavy uherské. Vznikla tak konfederace, jež nástupnická práva Ferdinanda II. odmítla. Oporou Ferdinanda II. se stalo Vnitřní Rakousko, pasovský biskup Leopold a Bavorsko.
Tažení do Čech bitvou na Bílé hoře roku 1620 skončilo vítězně a Habsburkům se otevřela možnost potlačení protestantismu v zemi. Třicetiletá válka sice zemi finančně vyčerpávala, selské povstání v letech 1626–1627 však bylo po počátečním úspěchu potlačeno a rekatolizační tlak v Rakousích mohl být zesílen. Roku 1627 vyhlásil Ferdinand II. Obnovené zřízení zemské, jímž vyhlásil dědičné habsburské země za nedělitelné a dědičné podle zásady primogenitury (výjimku představovalo pouze Tyrolsko a Přední Rakousy). K dalšímu povstání v Rakousích došlo po švédském pádu do Čech roku 1630, i toto povstání však bylo potlačeno. V následujících letech Habsburkové sice ztratili Lužice a do zemí Koruny české ještě několikrát vstoupila nepřátelská vojska a roku 1643 Švédové pronikli dokonce až k Vídni, k zásadnímu zvratu však již nedošlo. Vestfálský mír znamenal sice oslabení císaře ve Svaté říši římské a ztrátu části Předního Rakouska, v samotných habsburských državách se však moc Habsburků posilovala. Rakouské země navíc z války vyšly méně postiženy než země Koruny české a také rekatolizace zde poté probíhala umírněněji. Hospodářská stabilizace a konsolidace byla nakonec završena za vlády Leopolda I. (1657–1705), když roku 1665 tyrolská větev Habsburků vymřela a Rakousko se tedy opět mohlo sjednotit.

### Podunajská monarchie velmocí (1665–1740)

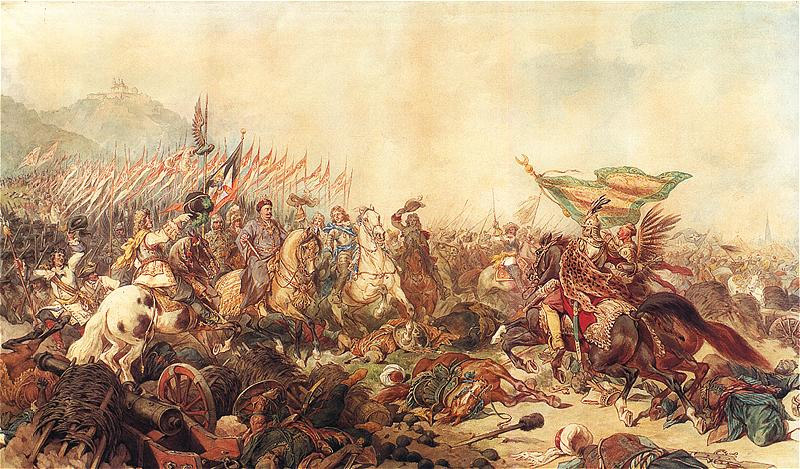
Bitva u Vídně, 1683

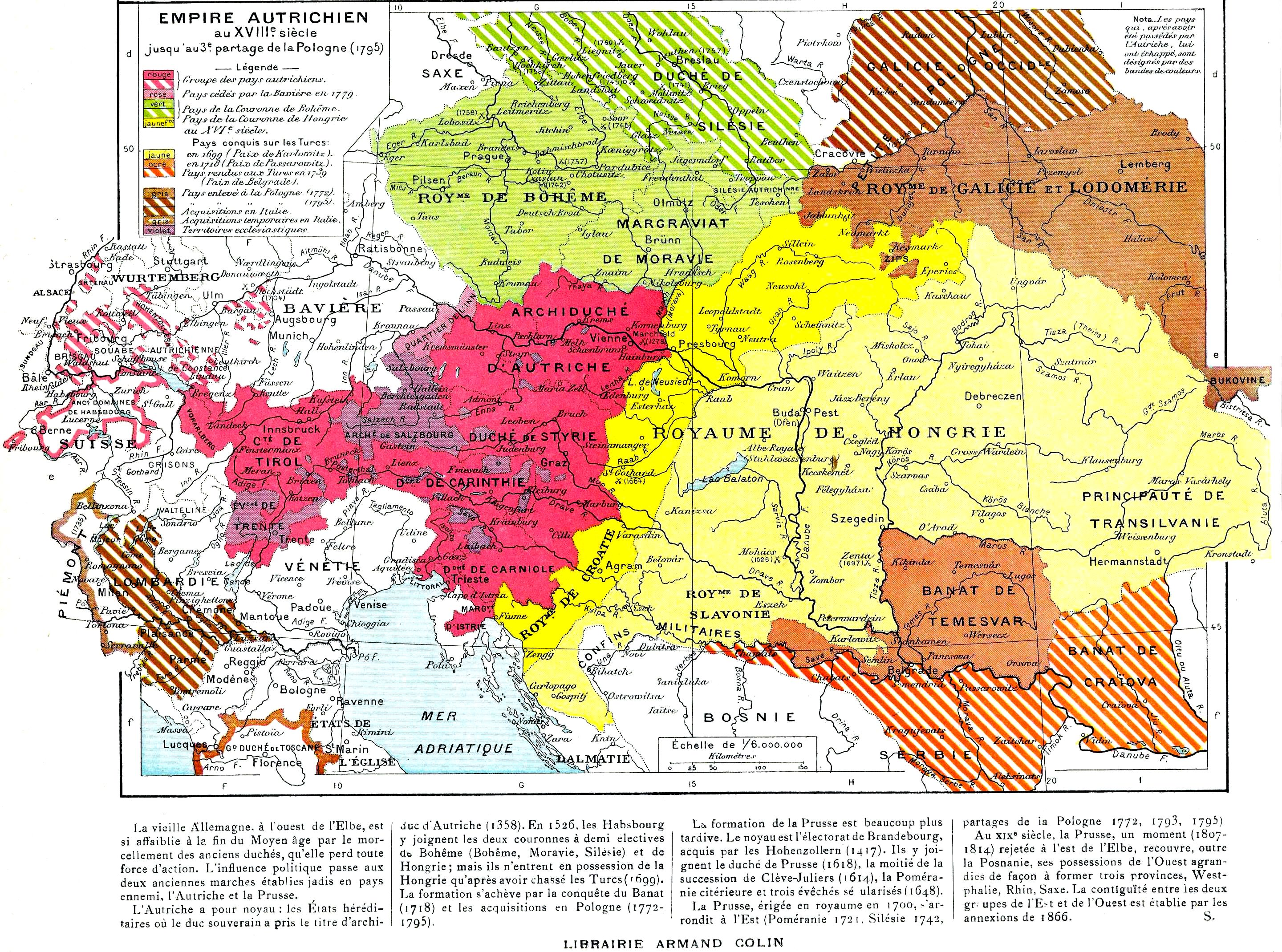
Územní vývoj habsburské monarchie

V 60. letech 17. století se díky urovnání sporů s ostatními zeměmi mohli rakouští Habsburkové plně soustředit na boj s osmanskou říší. V letech 1660–1664 obsadili část Uher, k dalšímu velkému tažení kvůli sporům s Francií však došlo 1683, když Osmané oblehli nepřipravenou Vídeň, kterou osvobodil až polský král Jan III. Sobieski. Poté spojenci, jež roku 1684 přijali název Svatá liga vytlačili během patnácti let Osmany z Uher. Roku 1699 byl uzavřen karlovický mír: osmanská říše se vzdala Uher a Sedmihradska, čímž se podunajská monarchie stala velmocí.
Roku 1701 vypukla válka o dědictví španělské, která trvala až do roku 1714 a které využila také uherská šlechta k neúspěšnému povstání, které vedl František II. Rákóczi. Přestože Habsburkové ve válce o španělské dědictví nedokázali získat španělskou korunu, značně rozšířili své území: roku 1713 získali „Rakouské Nizozemí“ a následujícího roku Milánsko, Neapolsko, Mantovsko a Sardinii, kterou roku 1720 vyměnili za Sicílii. Území pod vládou Habsburků se Karel VI. (1711–1740) snažil pojistit roku 1713 pragmatickou sankcí. Další kampaň proti Osmanské říši v letech 1716–1718 přinesla opět územní zisky, a habsburská monarchie tak dosáhla svého největšího územního rozmachu v dějinách. Ke konci 30. let ovšem Habsburkové téměř všechna nabytá území na Balkáně ztratili, stejně jako Neapolsko a Sicílii.
Habsburkové posilovali svou moc i v rámci své říše. Opozice v Uhrách byla potlačena a roku 1687 přijal uherský sněm Habsbursky za dědičné panovníky, Sedmihradsko bylo roku 1696 obsazeno vojensky a de facto se stalo součástí Uher. Náboženská svoboda panovala pouze v Uhrách, v ostatních zemích mohl stát skrze katolickou církev kontrolovat poddané. Osobní svoboda poddaných se stále zmenšovala, až docházelo ke znevolňování obyvatelstva.

## Osvícenský absolutismus v habsburské monarchii (1740–1804)

### Vynucené reformy shora (1740–1792)

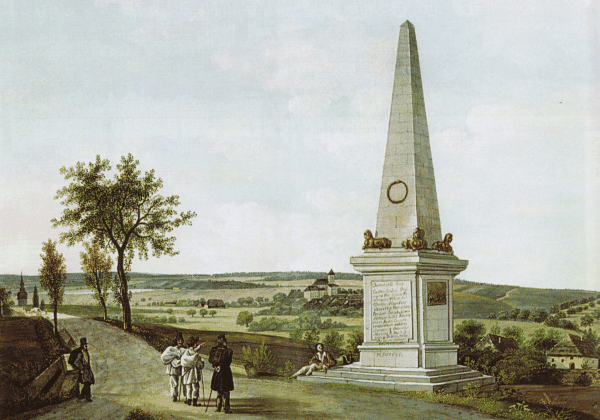
Památník v Rousínově, kde Josef II. jakožto „služebník státu“ slavnostně vyoral brázdu

Přes veškerou snahu Karla VI. se o jeho rakouské dědictví rozpoutala válka. Již roku 1740 vtrhl do zemí Koruny české ze severu pruský král Fridrich II. Veliký, jenž požadoval Slezsko, a z jihu francouzsko-sasko-bavorská vojska, jež prosadila Karla Bavorského českým králem a římským císařem. Armádu Karla Bavorského se však podařilo s uherskou pomocí vytlačit a Prusko bylo uspokojeno ziskem většiny Slezska a Kladska. Roku 1743 se tedy českou královnou stala Marie Terezie, v letech 1744–1745 však musela čelit dalšímu pruskému vpádu, jenž ovšem další změnu nepřinesl. Po smrti Karla VII. Bavorského roku 1745 se pak císařem stal František Štěpán Lotrinský, manžel Marie Terezie a zakladatel habsbursko-lotrinské dynastie.
Rakousko se při sedmileté válce (1756–1763) pokusilo získat zpět ztracená území, ve své snaze však neuspělo. Roku 1765 se spoluvladařem Marie Terezie (1740–1780) stal její syn Josef II. (1780–1790) jenž prosadil účast habsburské monarchie na trojím dělení Polska (1772–1795), jímž Rakousko získalo Halič. Roku 1775 Habsburkové získali také Bukovinu. Po vymření bavorských Wittelsbachů proběhla také tzv. bramborová válka (1778–1779).

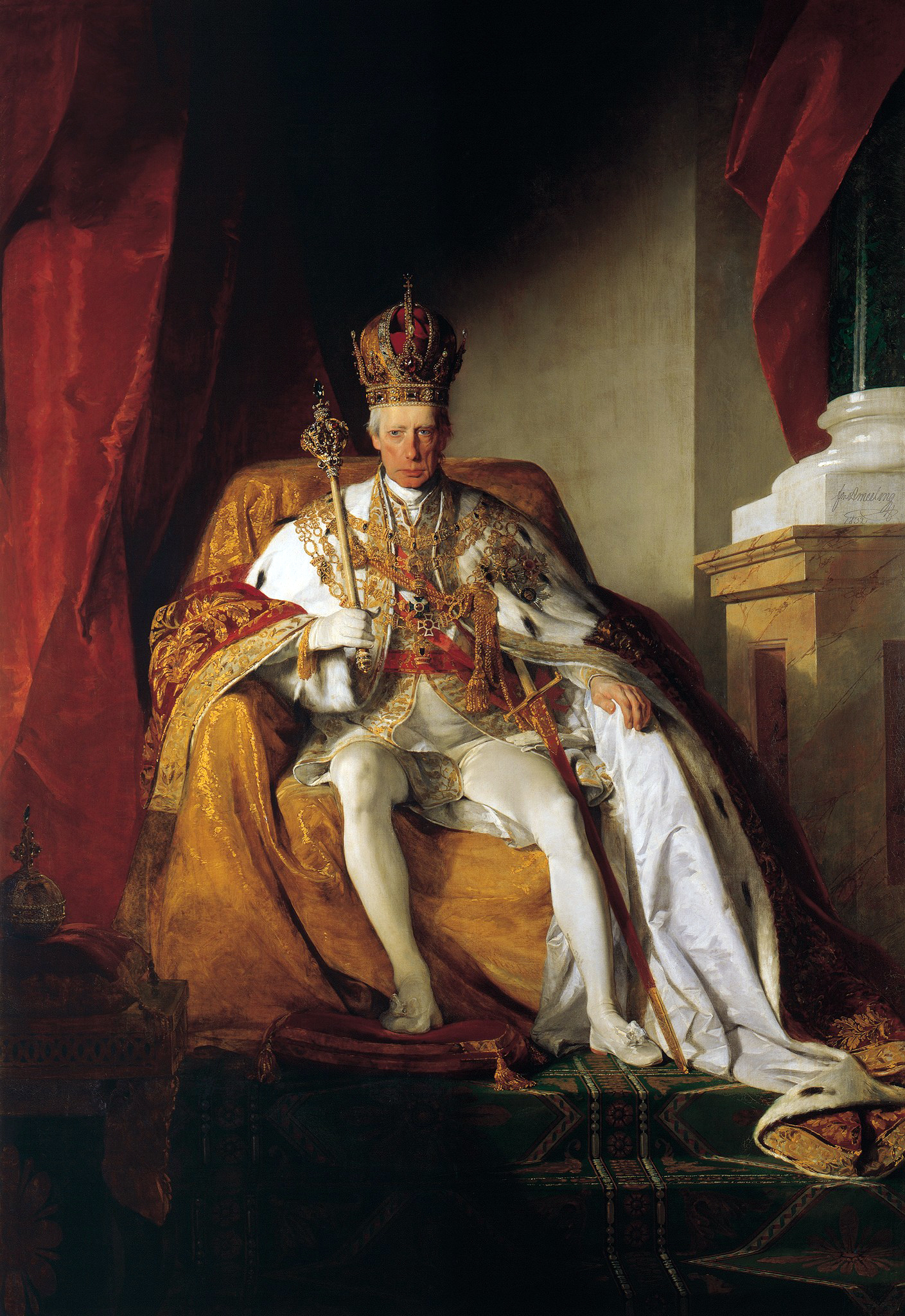
František I. již jako císař rakouský

Nedostatek financí na vedení válek vedl rakouské panovníky k zavádění moderní státní správy, kdy státní úřady postupně nahrazovaly vrchnostenskou správu. Stále propracovanější byrokratický aparát pak měl zlepšovat podmínky poddaných, kteří představovali největší zdroj daní. Ušetřit se mělo také centralizací státních úřadů, jejichž plynulý chod měla zajistit jednotná úřadovací řeč, jíž byla němčina. Reformní úsilí se dotklo také armády a justice, zároveň však byla zřízena také tajná policie. V letech 1781–1785 Josef II. nakonec zrušil nevolnictví a 1781 vyhlásil toleranční patent, jež přinesl jisté náboženské uvolnění. Do služeb správy státu byla zapojena také církev a pro stát „neužitečná“ řeholní společenství byla rušena. V neposlední řadě proběhla také reforma školství, roku 1775 byla zavedena povinná školní docházka. Mnohé reformy sice nevešly v platnost a Leopold II. (1790–1792) další z nich zrušil, přesto však reformní úsilí přineslo demografický i hospodářský vzestup, růst vzdělanosti, zavádění nových technologií a počátky průmyslu.

### Konec osvícenských reforem (1792–1804)
Záhy po svém nástupu na trůn musel František II. (1792–1835) čelit radikálním změnám v Evropě. Francii zachvátila revoluce a Francouzská republika vyhlásila Františkovi I. údajně kvůli podpoře royalistické emigraci válku. Rakousko záhy ztratilo Rakouské Nizozemí a Lombardii. Svatá říše římská ztratila území (mj. kurfiřtská knížectví) na levém břehu Rýna, čímž protestantští kurfiřti získali v říšské radě většinu. František II. se obával ztráty titulu, a tak vytvořil nový dědičný titul rakouského císaře. V letech 1804–1806 tak František nesl titul římského i rakouského císaře. Habsburská monarchie zároveň poprvé ve svých dějinách získala svůj oficiální název: Rakouské císařství.

## Rakouské císařství (1804–1867)

### Doba předbřeznová (1804–1848)

Německý spolek
Pruské království
Rakouské císařství

Roku 1805 podnikl Napoleon Bonaparte tažení přímo na rakouské území, kde zvítězil v bitvě u Slavkova. Další vývoj napoleonských válek vedl k zániku Svaté říše římské a téměř k finančnímu bankrotu Rakouska. Rakousko muselo navíc poskytnout své vojáky při Napoleonově tažení do Ruska roku 1812. Roku 1813 byl Napoleon konečně koalicí poražen a Vídeňský kongres roku 1814 přidělil Rakousku velkou část Salcburska, Tarnopolsko, Illyrii a Benátsko, zároveň však Rakouské císařství ztratilo Přední Rakousy. Rakouské císařství získalo také vůdčí roli v nově založeném Německém spolku.
Ministr zahraničí Metternich v následujícím období prosazoval intervenční politiku na potlačení revolucí (v Neapoli či Španělsku) a snažil se zabránit šíření liberálních myšlenek také v Rakouském císařství. Neloajální osoby byly propouštěny ze státní správy a svou činnost zintenzivňovala tajná policie. Metternichova zahraniční politika ovšem postupně vedla k osamělosti Rakouska, a potlačování německého liberalismu vedlo k izolaci císařství dokonce uvnitř Německého spolku. Po smrti Františka I. pak stát fakticky neřídil císař Ferdinand I., nýbrž státní konference.
Postupný nárůst nacionalismu navíc Rakousko stále silněji štěpil. Své požadavky vznášeli Češi, haličští Poláci, Slováci, jihoslovanské národy, Maďaři, a Benátsko se chtělo od Rakouska oddělit zcela. Ze sociálního hlediska byl zřetelný vzestup měšťanstva a urbanizace. V hospodářství se projevovala postupná industrializace a výstavba továren, železnic a silnic.

### Revoluce (1848–1849)

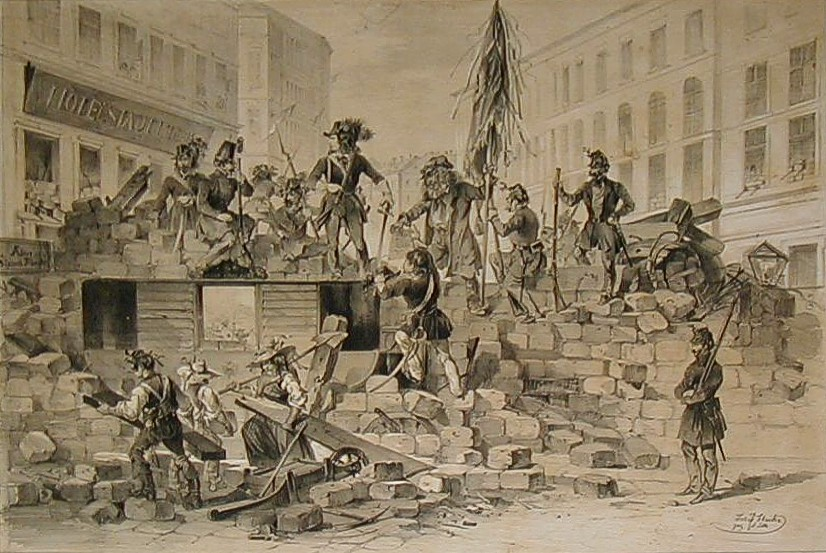
Vídeňské barikády

Přes veškerou Metternichovu snahu se liberální myšlenky státu nepodařilo potlačit. Napětí se plně projevilo v revoluci, jež začala v březnu 1848 povstáním ve Vídni a Uhrách a donutila zprvu císaře Ferdinanda I. k vážným ústupkům. Dubnová ústava, kterou císař podle svého slibu vydal, ovšem nesplnila očekávání vídeňských liberálů, kteří v květnu 1848 znovu povstali. V červnu 1848 došlo k nepokojům také v Praze, tam však bylo tvrdě potlačeno Windischgrätzovým vojskem. Snaha rakouské vlády potlačit také revoluci v Uhrách vyvolala v říjnu třetí vídeňskou revoluci, ta však byla tentokrát potlačena Windischgrätzem. Nový císař František Josef I. nakonec s pomocí vojska v březnu 1849 rozpustil říšský sněm v Kroměříži a vyhlásil oktrojovanou březnovou ústavu. Maďarská revoluce pak byla nakonec poražena s pomocí ruského vojska v srpnu 1849.

### Od neoabsolutismu ke konstitucionalismu (1849–1867)

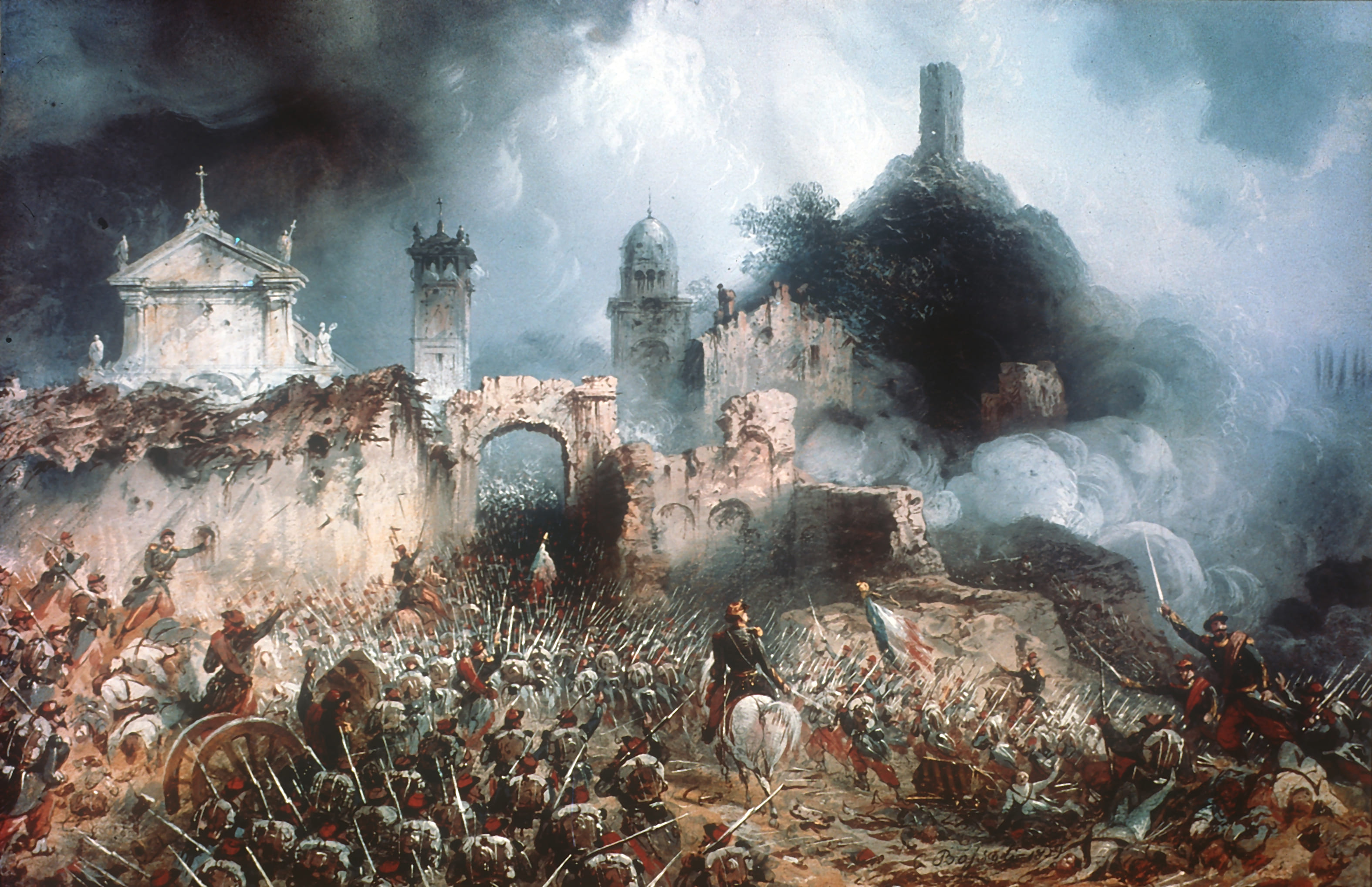
Bitva u Solferina roku 1859

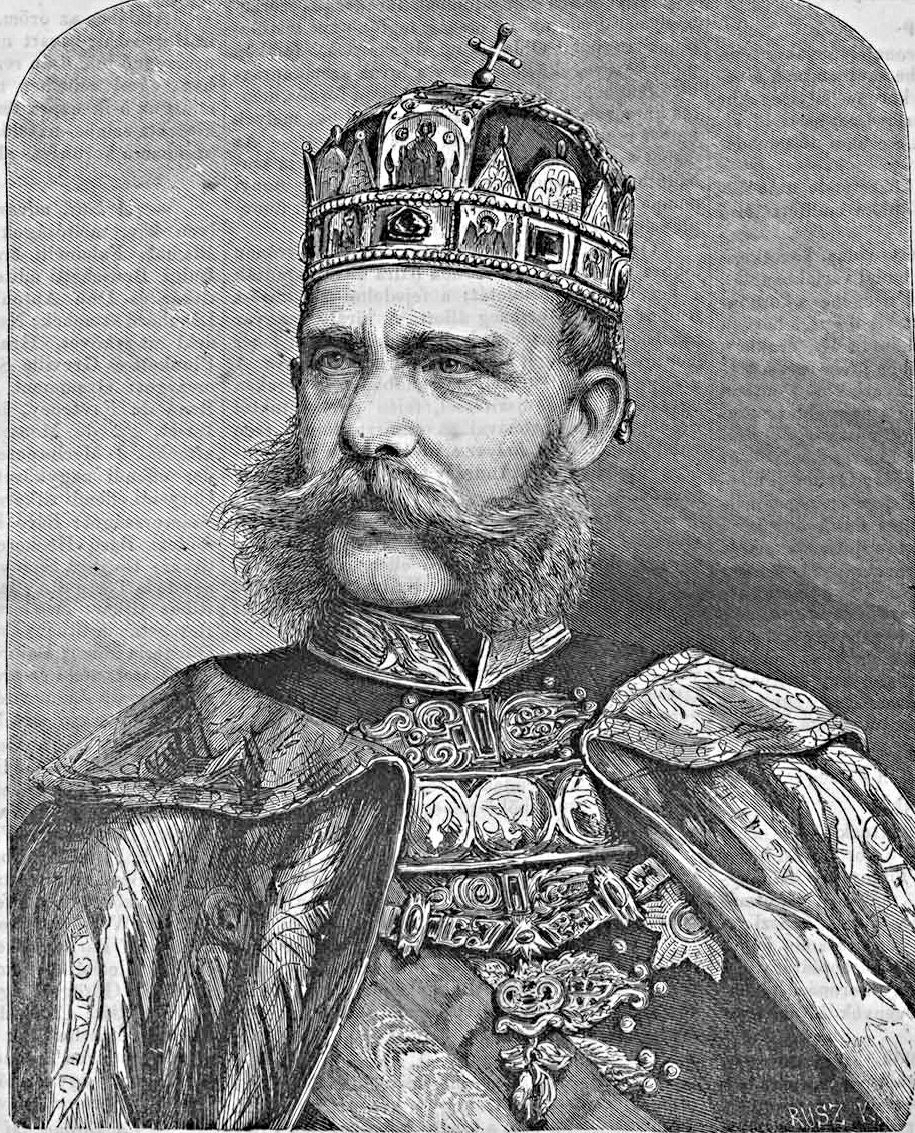
František Josef I. korunovaný na uherského krále

Roku 1851 císař ústavu odvolal, čímž začala téměř desetiletá éra neoabsolutismu, nicméně výdobytky revoluce v podobě zrušení poddanství a zřízení obecní samosprávy zůstaly zachovány. Školství bylo sice podřízeno církevní kontrole, v oblasti hospodářství však stát usilovně podporoval podnikání: vznikly banky, jež poskytovaly levné úvěry potřebné pro investice, byly založené obchodní a živnostenské komory a nakonec byl vydán také nový živnostenský řád v duchu liberálního hospodářství. Rovněž nový obchodní zákoník představoval velmi liberální počin.
Neúspěchy ovšem Rakousko zaznamenalo v zahraniční politice, jež byla nakonec příčinou pádu neoabsolutistického režimu. Neúčast v krymské válce (1853–1856) si Rusko vyložilo jako nevděk za ruskou pomoc při revoluci roku 1849 a znamenala izolaci Rakouského císařství. Rakouské fiasko ve válce proti Sardinii roku 1859 neznamenalo pouze ztrátu Lombardie, ale také obrat v rakouské vnitřní politice: představitelé neoabsolutismu byli donuceni k odchodu a císař František Josef I. Říjnovým diplomem slíbil obnovu ústavnosti.
Roku 1861 skutečně došlo k vydání oktrojované Únorové ústavě, jež obnovila veřejný politický život a ustavila dvoukomorovou říšskou radu. Ústava v sobě nesla prvky centralizační (centrální úřady) i federativní (byly obnoveny zemské sněmy). Uherský bojkot říšské rady však fungování této instituce paralyzoval, a tak byla roku 1865 zrušena. Vážným impulsem pro reformu státu se stala porážka Rakouska v prusko-rakouské válce roku 1866: Prusko si vynutilo zrušení Německého spolku, čímž Němci v Rakouském císařství ztratili mocnou oporu své moci a stali se jen jedním z národů habsburského státu. Aby Němci neztratili své přední postavení, rozhodl se císař přistoupit na návrh, jež počítal s přeměnou Rakouského císařství na pouhou personální unii. František Josef I. se nechal roku 1867 korunovat uherským králem a Předlitavsko a Zalitavsko nadále pojila jen osoba panovníka, společná armáda, zahraniční politika a finance.

## Rakousko-Uhersko (1867–1918)

### Vznik moderní společnosti (1867–1914)

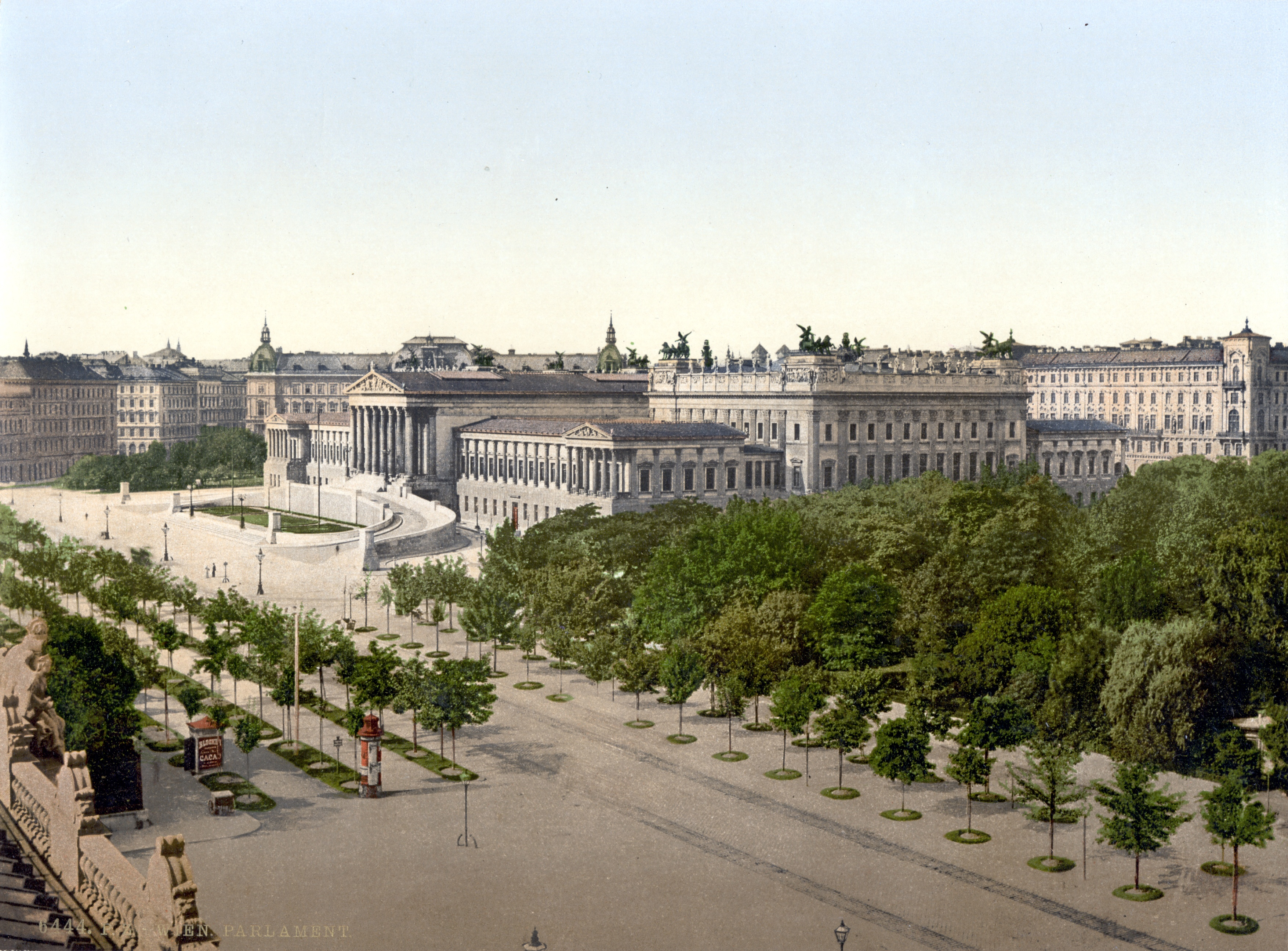
Budova říšské rady ve Vídni okolo roku 1900

Jazyky, resp. národy v roce 1911

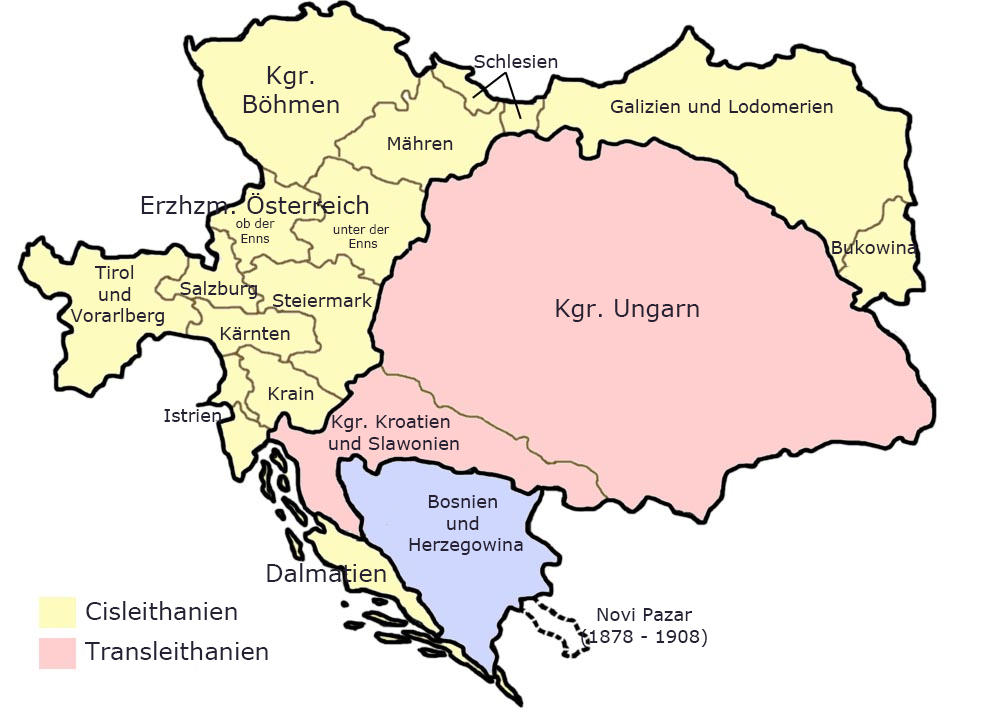
Územní rozdělení Rakouska-Uherska (1914)
Předlitavsko („Rakousko“)
Zalitavsko („Uhersko“)
Území pod společnou správou

Po rakousko-uherském vyrovnání vypracovala říšská rada prosincovou ústavu, jež obsahovala základní občanská práva. Následující desetiletí vlády německých liberálů přinesla zprvu konec církevní kontroly školství, zavedení přímých voleb do říšské rady (1873) a prudký ekonomický vzestup. Nekontrolovaný rozmach hospodářství však skončil krachem na vídeňské burze (1873), zanikáním továren a nárůstem nezaměstnanosti. V důsledku toho se od německých liberálů odštěpili němečtí nacionálové (Georg von Schönerer) a křesťanští sociálové (Karl von Vogelsang), vůdčí roli ve vládě ovšem němečtí liberálové ztratili až ke konci 70. let po berlínském kongresu (1878), který přiřkl Bosnu a Hercegovinu Rakousku-Uhersku, což posilovalo slovanskou složku říše na úkor německé. Pozice německých liberálů oslabovala také vleklá hospodářská krize.
Roku 1879 proto sestavil novou vládu Eduard Taaffe, jenž se opíral o „železný kruh pravice“ (koalici německých a polských konzervativců a české liberály). Zpřísnění příliš liberálního živnostenského zákona a sociální zákonodárství sice přispělo ke zlepšení pracovních podmínek a větší sociální stabilitě, zároveň však bylo jedním z impulsů vzniku sociální demokracie (Victor Adler), jež se snažila o rozšíření volebního práva také na nižší společenské vrstvy. K rozšíření volebního práva roku 1882 skutečně došlo, způsobilo však nárůst politického zastoupení neněmeckých národů. Rovněž jazykové ústupky, jimiž se Taaffe snažil udržet českou stranu ve vládě, vyvolávaly nevoli německých liberálů. Sociální a jazyková politika se nakonec proti Taaffemu obrátila: Taaffeho ústupky považovali Slované za nedostačující, Němci však za příliš velké. Počátkem 90. let tak začala permanentní politická krize, jejíž první obětí se stal právě Taaffe, jenž podal roku 1893 demisi.
Následující čtvrtstoletí se neslo v duchu nacionálních a sociálních konfliktů, nestabilních vlád a nástupu masových politických stran a ideologií. V samotných rakouských zemích hrály největší roli tři proudy: pangermanismus (Georg von Schönerer, linecký program z roku 1882 deklaroval úsilí o připojení německojazyčných oblastí k Německu), křesťanský socialismus (Karl Lueger) a sociální demokracie (Viktor Adler, v Rakousku ve specifické formě austromarxismu). Další rozšiřování volebního práva (1896 zřízena 5. volební kurie, 1907 všeobecné rovné volební právo pro muže) však vládám v jejich snaze o dosažení stability nijak nepomáhalo.
Druhá polovina 19. století pro Rakousko-Uhersko představovalo také pokles vlivu v zahraničí, ačkoli bylo stále druhým nejrozlehlejším (po Rusku) a třetím nejlidnatějším (po Rusku a Německu) státem v Evropě. Rakousko-Uhersko však ztratilo vliv ve sjednocené Itálii a Německu. Středoevropské soustátí se sice s Německem stále více usmiřovalo, v tomto vztahu však Rakousko-Uhersko zastávalo pozici nerovného spojence.
I přes veškeré národností, sociální a zahraničněpolitické problémy však toto období představovalo dobu, kdy se feudální společnost proměnila ve společnost občanskou. Zrovnoprávnění obyvatelstva umožnil mnohým obyvatelům podnikání a svobodné stěhování za prací či lepšími životními podmínkami. Nejen díky tomu se tak mohl rozvíjet průmysl a rozšiřovat železnice. Konec církevního dozoru nad školstvím roku 1869 přinesl také svobodný rozvoj vědy a vzdělání.

### První světová válka (1914–1918)

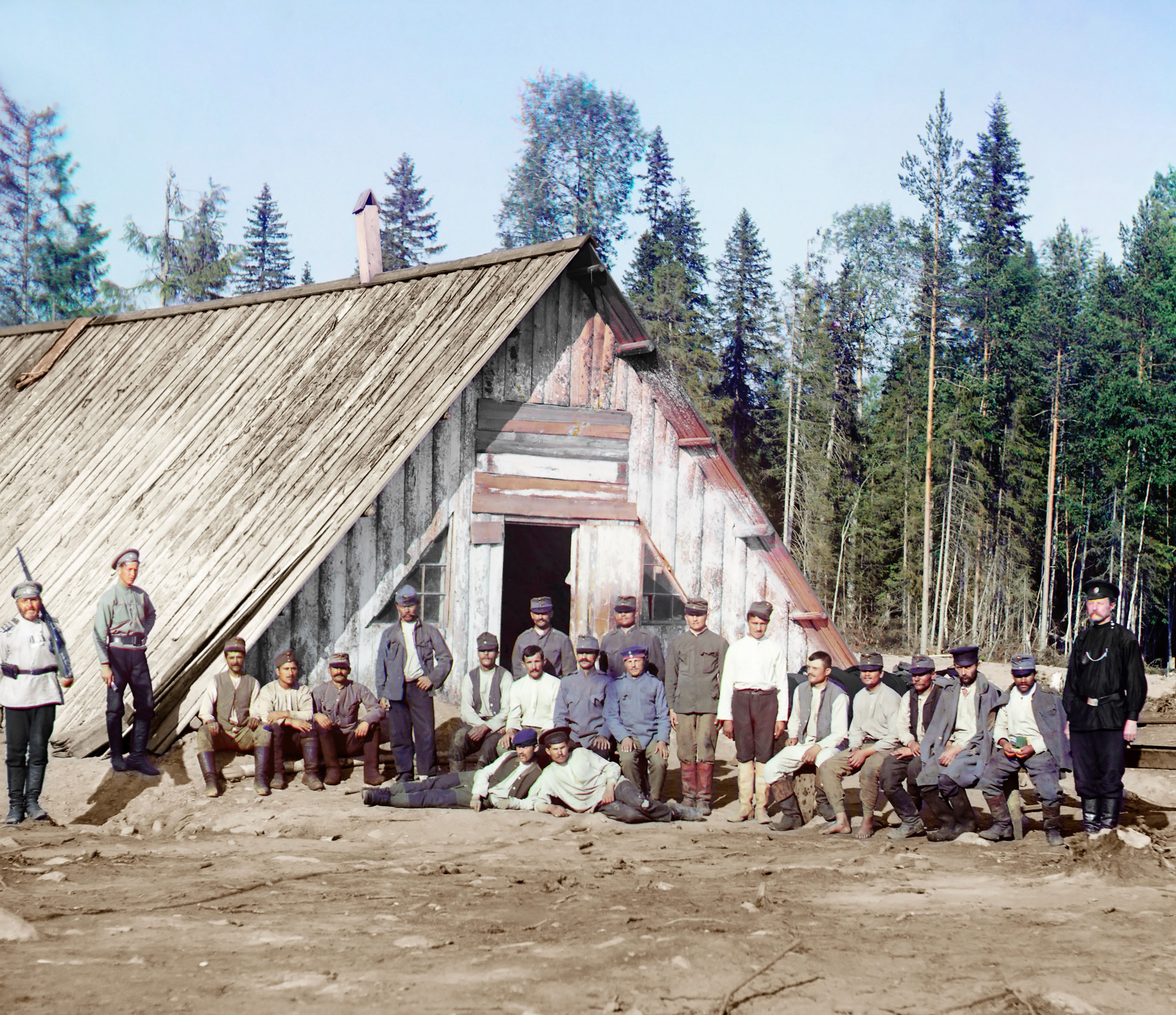
Rakouští zajatci v Rusku

Jedinou oblastí v zahraničí, kde mohlo Rakousko-Uhersko uplatňovat svůj vliv, byl Balkán. Balkánské války sice znamenaly téměř úplné vytlačení Osmanské říše z Evropy, zároveň však znamenalo potenciální střet zájmů Rakouska-Uherska s Ruskem. K tomuto střetu nakonec skutečně došlo po atentátu na Františka Ferdinanda d'Este 28. června 1914, jež provedli atentátníci vyškolení v Srbsku. Rakousko-uherské ultimátum Srbsko až na jeden bod přijalo, avšak i tento jediný bod se stal důvodem k rozpoutání války, jež začala 28. července a do níž se posléze zapojily všechny světové velmoci.
Nevalné úspěchy a válečné vyčerpání postupně zvětšovalo závislost Rakouska-Uherska na německém velení. V samotném Rakousku-Uhersku vedla válka k tisku nekrytých bankovek, vojenskému dohledu nad průmyslem a nedostatku potravin. Obyvatelstvo se postupně radikalizovalo, zejména v neněmeckých oblastech. Až do roku 1917 vládla pouze vláda bez parlamentu. Když na trůn nastoupil nový císař Karel I. (1916–1918), rozhodl se ustoupit od represivní politiky vůči neněmeckým národům, omilostnil politické vězně a obnovil činnost říšské rady. Tato opatření ovšem přicházela v situaci, kdy již politici jednotlivých národností vážně uvažovali o decentralizaci, či dokonce o rozdělení říše. Ke konci války se v zemi množily stávky, hladové pochody a vojenské vzpoury. Rakousko-Uhersko nezachránil ani separátní mír s Ruskem – ofenziva Dohody na Balkáně a zhroucení italské fronty osud podunajského soustátí zpečetily. Koncem října začaly jednotlivé národnosti vyhlašovat své vlastní státy, až nakonec 3. listopadu 1918 Rakousko přijalo příměří.

## První Rakouská republika (1918–1938)

### Nestabilní demokracie (1918–1933)

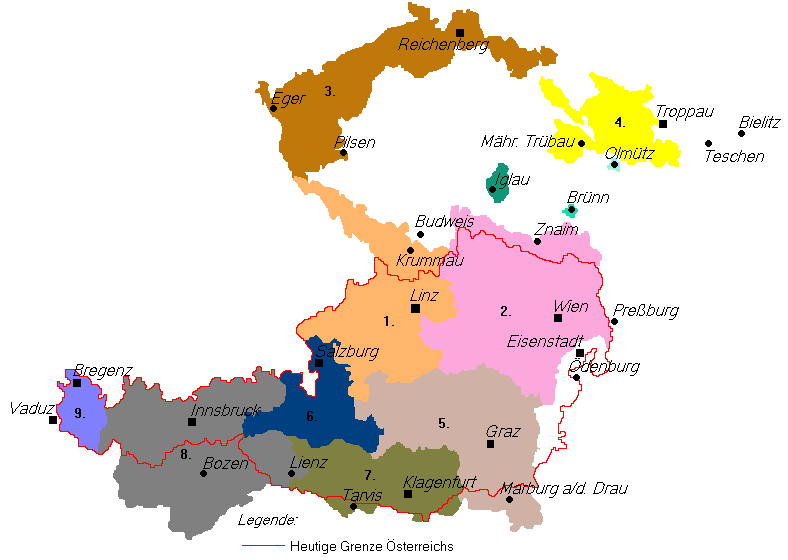
Zamýšlený rozsah Německého Rakouska a skutečný rozsah Rakouské republiky

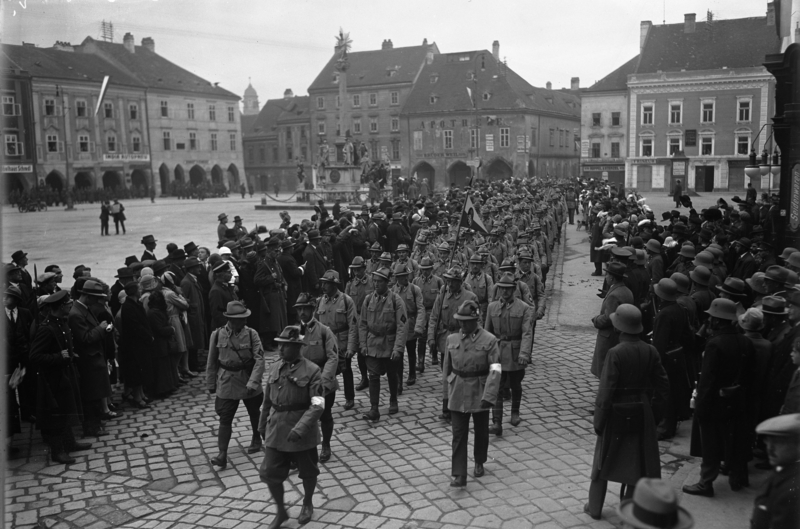
Pochod Heimwehru roku 1931

Porážka v první světové válce znamenalo pro německé obyvatele bývalého Předlitavska kruté zklamání. V říjnu 1918 se sešli němečtí poslanci říšské rady a v předtuše brzkého konce monarchie se prohlásili za provizorní národní shromáždění a vyhlásili nový stát, jenž se měl nazývat Německé Rakousko a měl zahrnovat všechny oblasti Předlitavska, v nichž mělo převahu německy hovořící obyvatelstvo. Když se v 11. listopadu 1918 Karel I. zřekl trůnu, vyhlásilo Národní shromáždění republiku, jejímž kancléřem se stal Karl Renner.
Plán na vytvoření Německého Rakouska se nakonec ovšem nerealizoval, neboť Saintgermainská smlouva podstatně zmenšila území Rakouska včetně německých území a zakázala používání názvu Německé Rakousko. Rakouská delegace v čele s Karlem Rennerem smlouvu 10. září 1919 podepsala, sám Karl Renner ji však vzápětí v parlamentu (nyní již Rakouské republiky) označil za nespravedlivou. Frustraci obyvatelstva zvětšoval také zákaz sjednocení Rakouska s Německem, ačkoli si to přálo téměř 99 % občanů. Panovaly rovněž obavy, že tak malý stát s přetrhanými hospodářskými vazbami nebude životaschopný. Hospodářství se skutečně po válce ocitlo v troskách a situaci ještě více zhoršovala španělská chřipka, neúspěšný pokus o založení komunistické rakouské republiky rad.
Roku 1922 se ovšem rakouskému kancléři Ignazi Seipelovi (křesťanský sociál) podařilo u Společnosti národů vyjednat mezinárodní půjčky výměnou za kontrolu financí. Poválečná obnova ovšem probíhala stále příliš pomalu, životní úroveň klesala, část obyvatelstva považovala Seipela za zrádce a nestabilita vlád dala vzniknout myšlence „autoritativní demokracie“. Mezi křesťanskými sociály a sociálními demokraty rostlo napětí, objevovaly se pouliční srážky, jichž se nezřídka účastnily polovojenské organizace (velkoněmecký Heimwehr a sociálně-demokratický Republikanischer Schutzbund). Roku 1927 dokonce došlo k vyplenění justičního paláce a redakce křesťansko-sociálních novin.
V zahraniční politice se Rakousko snažilo získat nějakého spojence. Sbližování s Německem by mohlo popudit Společenství národů, od něhož Rakousko potřebovalo finanční pomoc. Československo nepřipadalo v úvahu, a tak nakonec Rakousko navázalo bližší vztahy s Itálií a Maďarskem, jež byly stvrzeny roku 1934 římskými protokoly.

### Austrofašismus (1933–1938)

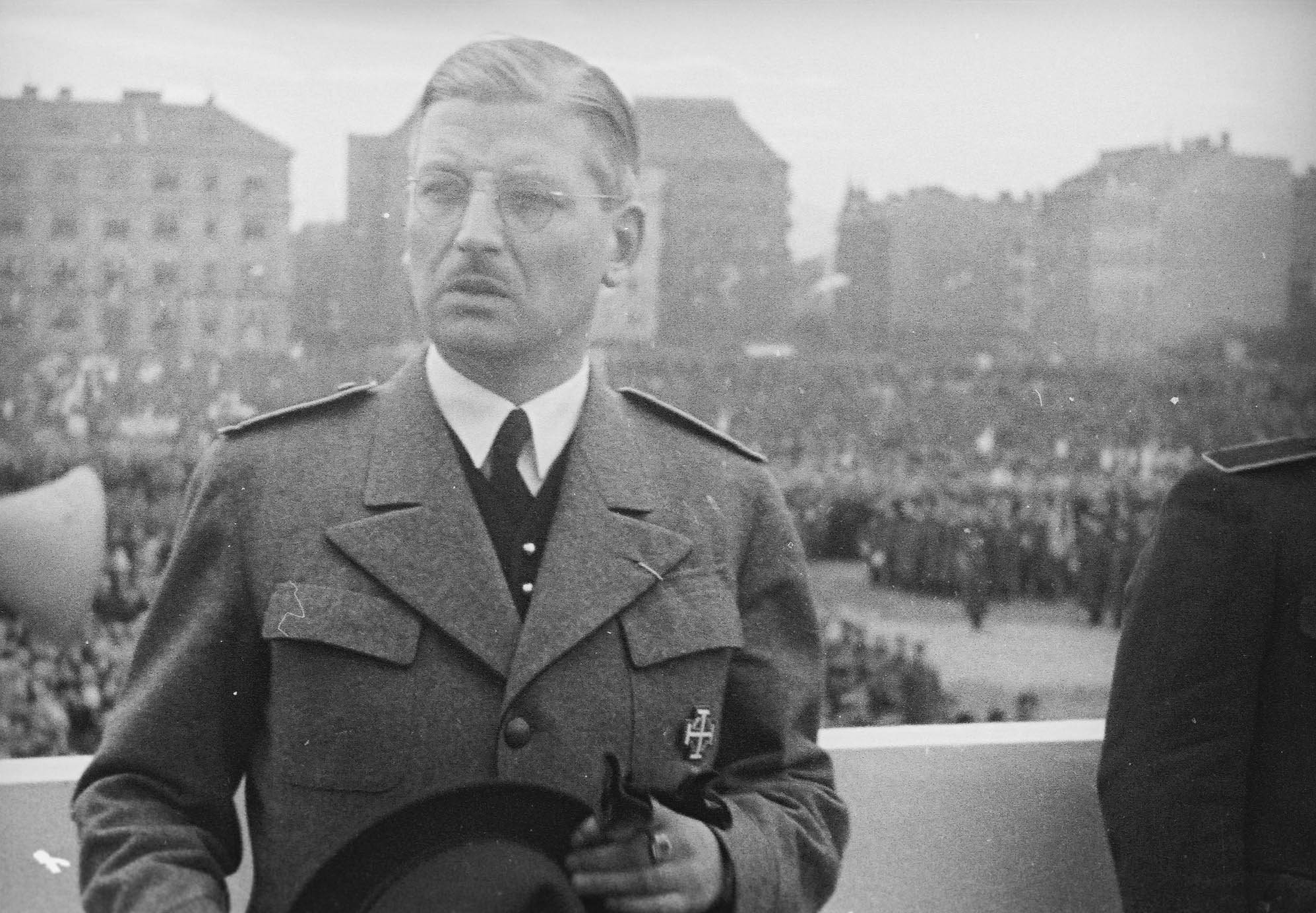
Kurt von Schuschnigg v roce 1936

Krátké období konjunktury od roku 1928 rychle skončilo roku 1929 s příchodem velké hospodářské krize. Nestabilní vlády nebyly schopny nové hospodářské krizi čelit, což vedlo k posílení pozic Heimwehru, který nakonec dokonce roku 1931 provedl pod vedením Waltera Pfrimera neúspěšný pokus o puč. Společnost nespokojená s vládami neschopnými nalézt východisko a se zkorumpovaným parlamentarismem proto nástup Dollfussova autoritářského režimu přijala lhostejně nebo s uspokojením. Engelbert Dollfuss se stal kancléřem roku 1932 a začal prosazovat razantní postupy. Roku 1933 se parlamentní jednání zadrhla, takže Dollfuss vládl sám skrze dekrety, jimiž zavedl autoritativní diktaturu, zrušil svobodu shromažďování, zavedl cenzuru, zakázal stávky a rozpustil sociálně demokratický Schutzbund a politické strany. Nakonec pak v září 1933 vyhlásil na přehlídce Heimwehru fašistický režim.
Odpůrcem Dollfussovy vize ovšem nebyli pouze socialisté, nýbrž také rakouští nacisté, kteří získali silné pozice v Heimwehru. Dollfuss proto Heimwehr rozpustil a zřídil pro nacisty „záchytné“ tj. koncentrační tábory. Vláda však situaci neměla plně pod kontrolou. V únoru proběhly tvrdé srážky mezi Heimwehrem a Schutzbundem, protinacistická opatření navíc vyprovokovalo nacistické Německo k zastrašování Rakouska například přelety německých letadel přes rakouské území. Vyhnaní rakouští nacisté navíc v Německu začali formovat svou rakouskou legii. V červenci 1934 pak rakouští nacisté s německou pomocí provedli násilný převrat, při němž byl Dollfuss zavražděn, nakonec však skončil nezdarem.
Nový kancléř Kurt Schuschnigg dále bojoval proti rakouským nacistům, zároveň se však usilovně snažil zajistit rakouskou bezpečnost. Vztahy s Itálií se po válce v Etiopii roku 1936 značně zhoršily, Maďarsko Rakousku stabilitu zajistit nemohlo, a tak se Schuschnigg snažil navázat styky s Německem, což ovšem znamenalo zmírnit pronásledování nacistů v Rakousku. Počátkem roku 1938 jej nakonec Němci pozvali „k přátelské rozmluvě“ do Berchtesgadenu a přednesli Rakousku ultimátum. Schuschnigg byl nakonec přinucen k politice nekonečných ústupků: obsadil vládu dle německých požadavků a propustil nacisty z koncentračních táborů. Když mu Německo předalo 3. března další požadavky, kancléř je odmítl. Mobilizace německého vojska ovšem donutila Schuchnigga k demisi a nový kancléř Arthur Seyß-Inquart požádal Němce o pomoc kvůli obnovení pořádku. 11. března 1938 pak rakouské území začaly obsazovat německé jednotky a 13. března kancléř vyhlásil zákon o připojení k Německu jako „Východní marka“. Ačkoli tzv. anšlus znamenal porušení mnoha mezinárodních smluv, proti nacistické okupaci Rakouska téměř žádný stát neprotestoval.

## Zánik a obnova rakouské suverenity (1938–1955)

### Rakousko za nacismu (1938–1945)

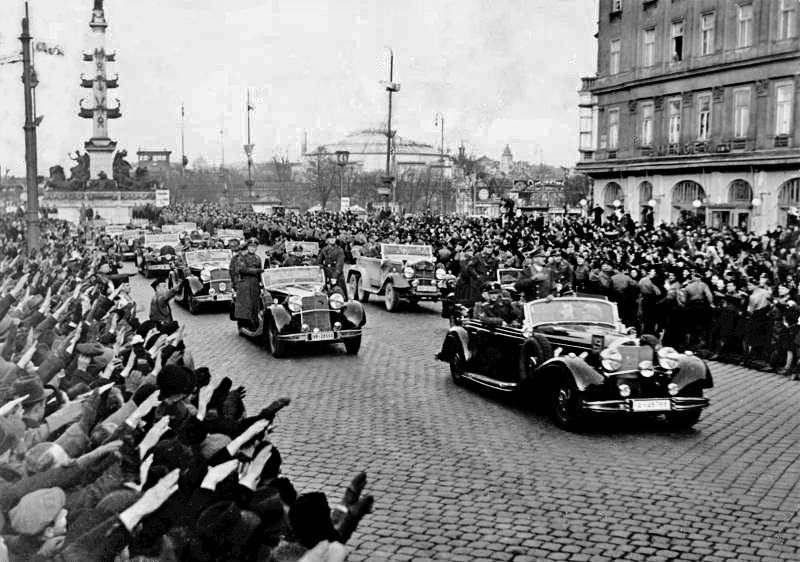
Davy vítající Hitlera ve Vídni

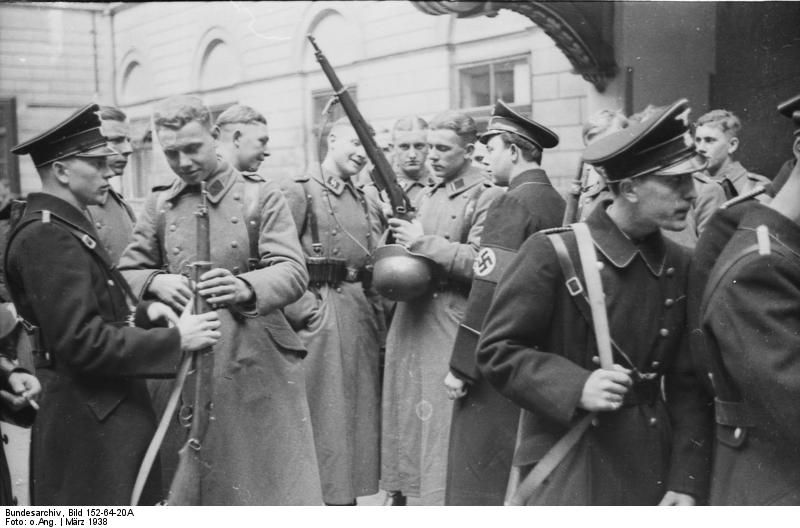
Příprava jednotek SS na razii ve vídeňské židovské obci

Brzy po anšlusu začalo gestapo zatýkat Židy a představitele Dullfussova i Schuschniggova režimu. Nacisté se v zemi nesetkali s odporem, k čemuž přispěla mimo jiné Schuschnigova výzva ke klidu zbraní. Rakouské hospodářství se dostalo do rukou Němců, kteří zdůrazňovali nutnost klidné a poslušné práce a jejichž opatření měla pozitivní ekonomické i sociální dopady (nezaměstnanost klesla v letech 1937–1939 z 27 % na 3 %). Asi 1,2 milionů rakouských občanů narukovalo do armády, většinou se však na významnější pozice nepropracovali, neboť tam byli téměř vždy upřednostňováni Němci. Skutečná válka začala pro Rakousko až v srpnu 1943, kdy se zintenzivnilo spojenecké bombardování z italského území, jež přineslo přes 100 tisíc obětí a zdemolovalo téměř polovinu bytů ve Vídni. Ve válce padlo 200 tisíc rakouských vojáků a dalších 30 tisíc Rakušanů a 65 tisíc rakouských Židů zahynulo v koncentračních táborech.
Úspěch německých hospodářských a sociálních opatření tlumila případnou opozici nacistického režimu. Aktivními odpůrci se stali především sociální demokraté, kteří se uchýlili do zahraničí, a radikální socialisté, jež jako podzemní organizace působili přímo v Rakousku. Aktivitu vyvíjeli také rakouští komunisté a Slovinci, kteří byli jakožto Slované utlačovaným národem. Zastřešující odbojová organizace O5 ovšem byla založena teprve roku 1944. Většina obyvatel ovšem zůstávala pasivní, a to i v březnu 1945, když se k Vídni blížila spojenecká vojska – protinacistické povstání v Rakousku nevypuklo. Přesto se do počátku května Spojencům podařilo Rakousko obsadit.

### Spojenecká okupace Rakouska (1945–1955)
Rakousko se ocitlo ve zvláštním postavení: Rakušané se pokoušeli vítězné mocnosti přesvědčit, že jsou první obětí nacismu (zavraždění Dollfusse, anšlus). Ovšem chabý odpor proti nacistům během války z Rakušanů udělal spolupachatele. Vstup amerických, britských, francouzských a sovětských vojsk tak byl zároveň osvobozením i okupací. Sověti dopravili do Vídně Karla Rennera, který 27. dubna 1945 sestavil vládu, prohlásil anšlus za vynucený, a tedy neplatný, obnovil ústavu z roku 1920 a činnost politických stran. V červenci 1945 bylo Rakousko rozděleno podobně jako Německo do okupačních zón a bylo zahájena demilitarizace. Na nového kancléře dosazeného Sověty se ovšem ostatní mocnosti dívaly podezřívavě, neboť i samotní Sověti si mysleli, že Renner bude snadno ovladatelný. Když se však tento předpoklad ukázal jako nesprávný, předali Spojenci v červenci 1946 rakouské vládě více pravomocí a uznali samostatnost Rakouska.

Okupační zóny Rakouska (1945–1955)

Již roku 1945 proběhly v Rakousku také volby, v nichž získala většinu Rakouská lidová strana (ÖVP). Přítomnost Spojenců zabránila Sovětům manipulovat s hlasy, takže komunisté získali jen 5 % hlasů. Novým kancléřem se stal Leopold Figl, zatímco Renner se stal prvním prezidentem. Následovalo období vylučování bývalých nacistů ze státní správy a hospodářské obnovy, které pomohl také program UNRRA a Marshallův plán. V následujících volbách i přes sovětskou propagandu komunisté zcela propadli a s těsným rozdílem volby vyhrála ÖVP a Rakouská sociálně-demokratická strana (SPÖ). Tyto strany si vzaly poučení z nesmiřitelného nepřátelství dvou hlavních stran za první republiky a vytvořily velkou koalici, což umožnilo snadné prosazení potřebných zákonů.
Vedle hospodářské obnovy bylo pro rakouské politiky důležitým cílem znovuzískání plné suverenity Rakouska. Rakouští představitelé zprvu naráželi na obtíže způsobené studenou válkou, věci se však rozhýbaly po Stalinově smrti. Noví sovětští představitelé projevili ochotu k vyjednávání o rakouské suverenitě, stanovili si však podmínku, aby Rakousko zůstalo neutrální a nevstupovalo do NATO. 15. května 1955 byla nakonec podepsána mezi zástupci Rakouska a Spojenců státní smlouva, jež znamenala odchod okupačních vojsk z Rakouska.

## Druhá rakouská republika (1955 – současnost)

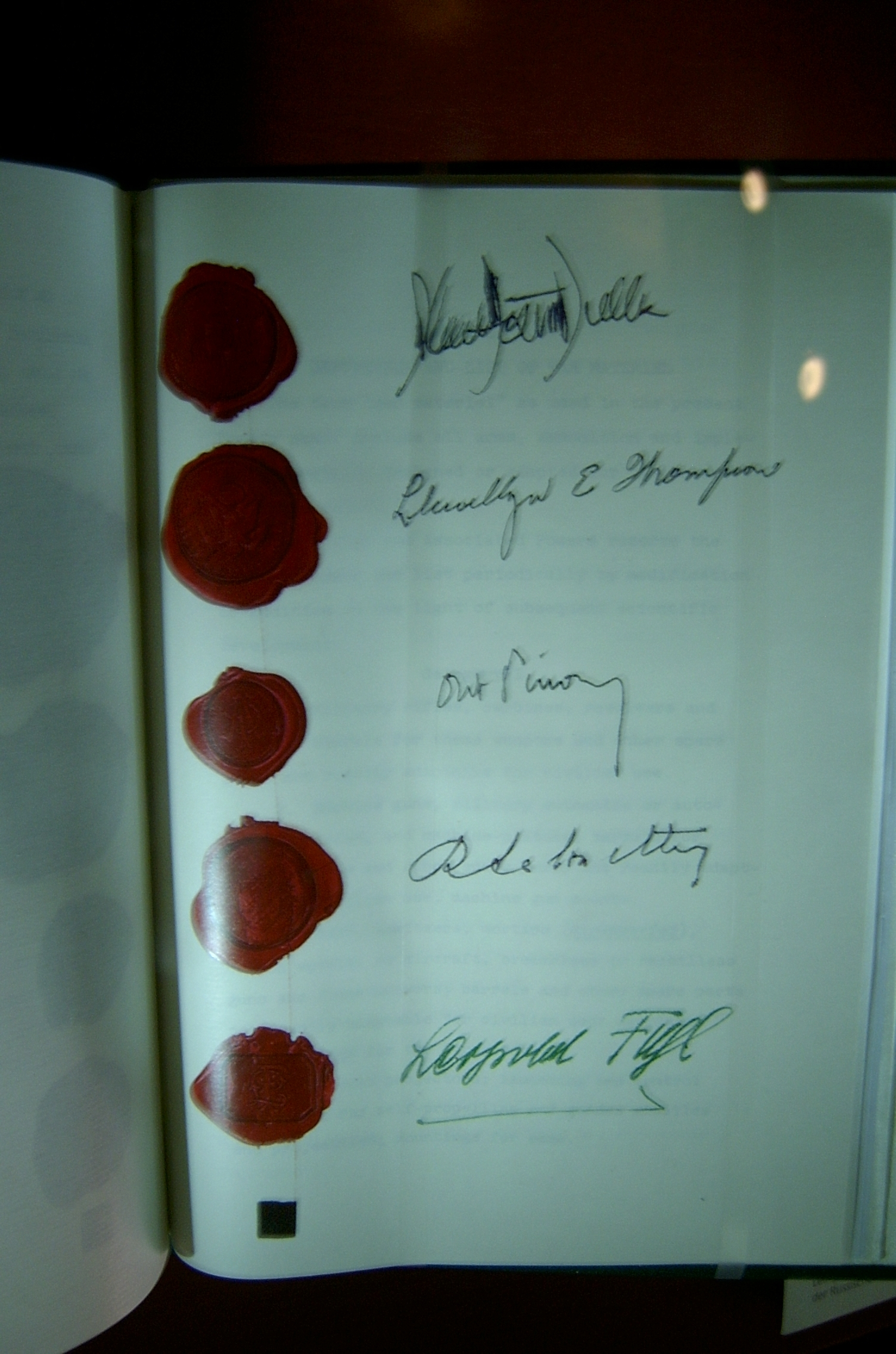
Podpisy pod Státní smlouvou

Suverénní Rakousko se záhy začlenilo do mezinárodního společenství: již roku 1955 vstoupilo do Organizace spojených národů a roku 1956 do Rady Evropy. Rakousko zůstalo neutrální, orientovalo se však na západní demokratický svět, což se projevilo například již roku 1956, když přijalo 180 tisíc uprchlíků z Maďarska po potlačení maďarského povstání. V Rakousku se také konečně podařilo vybudovat rakouskou státní identitu.
V polovině 60. let docházelo ve velké koalici k roztržkám, které nakonec roku 1966 vedly k vytvoření jednobarevné vlády složené z ministrů ÖVP. Začala se rovněž projevovat bytová krize a vyplouvaly na povrch finanční skandály vládní strany, takže v následujících volbách roku 1970 vyhrála SPÖ v čele s Brunem Kreiskym, jenž sestavil menšinovou vládu s podporou Svobodné strany Rakouska (FPÖ). Také SPÖ se však zapletla do finančních skandálů a začala se u ní projevovat arogance a lpění na funkcích.
Také se začalo ukazovat, že se Rakousko stále nedokázalo vypořádat se svou nacistickou minulostí. Nejvýrazněji se to projevilo v případě Kurta Waldheima, generálního tajemníka OSN (1972–1981) a rakouského prezidenta (1986–1992), jenž kritizoval Izrael a sionismus, a dokonce se nacházel na spojenecké a jugoslávské listině válečných zločinců. Tato aféra přivedla Rakousko do určité mezinárodní izolace (Spojené státy dokonce odepřely Waldheimovi vstup na své území). Dalším skandálem byla koalice, kterou roku 1983 SPÖ vytvořila s FPÖ, jež v mnohém navazovaly na velkoněmectví, měla nečitelný program a nemálo jejích členů bývalo kdysi nacisty. Roku 1986 proto SPÖ vytvořila koalici raději opět s ÖVP.
Na počátku 90. let neměly velké strany již moc co nabídnout, začalo proto vznikat množství drobných politických stran. Rovněž rostly roztržky mezi SPÖ a ÖVP, takže i když roku 1999 volby vyhrála SPÖ, nenašla koaličního partnera, takže vládu sestavila ÖVP s FPÖ, což vedlo opět k mezinárodní izolaci Rakouska, a to dokonce i v rámci Evropské unie, do níž Rakousko roku 1995 vstoupilo.

#### Články

##### Rakousko
- Habsburská monarchie
- Politický systém Rakouska
- Rakouské arcivévodství
- Rakouské císařství
- Rakouské vévodství
- Rakousko-Uhersko
- Rakousko v nacistickém Německu
- Volby v Rakousku

##### Další
- Císař říše římské
- Dějiny Chorvatska
- Dějiny Česka
- Dějiny Evropy
- Dějiny Itálie
- Dějiny Německa
- Dějiny Maďarska
- Dějiny Slovenska
- Dějiny Slovinska
- Dějiny Srbska
- Dějiny Švýcarska
- Německé království
- Svatá říše římská

#### Seznamy
- Seznam kancléřů Rakouska
- Seznam ministerských předsedů Rakouska-Uherska
- Seznam ministrů zahraničí Habsburské monarchie
- Seznam politických stran v Rakousku
- Seznam rakouských panovníků